# 阿育王詔書

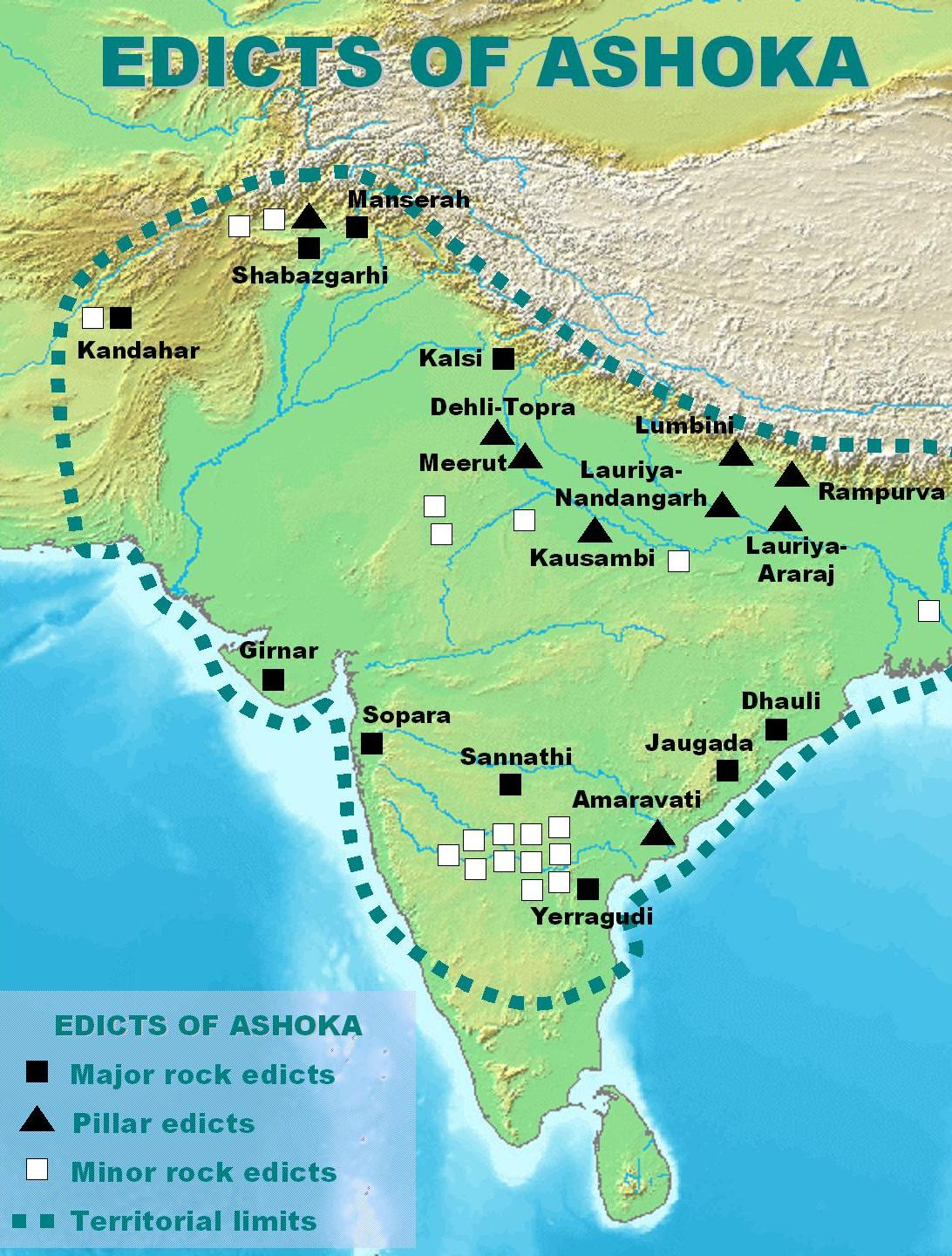
阿育王詔書的分布地點

阿育王詔書（英語：Edicts of Ashoka），又稱阿育王詔令、阿育王垂諭，於印度孔雀王朝阿育王時代所流傳下的石刻文書，出現時間約在西元前269年至前231年間。在孟加拉、尼泊爾至巴基斯坦等地，都曾發現這類的古石刻文書，計有大磨崖、小磨崖各七所、石柱十根、石窟刻銘及石板等五種。除小磨崖法敕有阿育王之名外，餘皆刻以天愛喜見王（梵 Devānajpriya priyadraśi，巴 Devānajpiya piyadassin）之名。它是研究孔雀王朝與原始佛教的重要考古資料。

## 歷史
此種法敕刻文，所在範圍甚廣，幾遍及全印度。高僧法顯傳、大唐西域記中屢次提到的石柱即指此，其後湮沒，世人遂無知之者。直至西元一三五六年，回教王菲羅茲夏爾（Fīroz Shāl）在距離德里（Dehli）一百六十餘公里及六十餘公里處各發現一根石柱，並將之移至德里。至百年前為英領東印度協會之霍爾上尉（Captain Hoare）所注意，爾來又陸續於印度、尼泊爾、阿富汗等地發現。後經普林斯（Prinsep）苦心研讀，至一八三七年得以確認為阿育王刻文，遂為印度史及佛教史之研究，大放異彩。

## 內容
大磨崖刻銘，考其記載，可知係阿育王即位十二年至十四年間所刻成。概言之，其大意為禁止殺生、設立療養院、鑿井、訂定會議制度、頒藥劑並鼓勵栽植藥草、每五年官民共同舉行一次無遮大會、興法利生、確保有司對教法之興隆及民眾之安和幸福、尊重信仰自由、和異教徒之抗爭應謹慎、禁止虛偽背德之儀禮、應舉行正法之式典、為來世之福樂應脫離先世之罪業。此誥文顯示阿育王痛悔征服羯陵伽所帶來之悲慘，因而皈依佛法並熱心於弘揚佛法，相信依教法之征服方是最勝之征服。而其主要目的為向希臘人傳布佛教。
小磨崖誥文，大意為對外擴充大法之教域，對內應舉孝順之實；另有別文一章，訓諭摩揭陀國之僧眾應長久持續大法。
十根石柱中，六根刻有相同之誥文六章。其餘四根則刻別文各一章，且於此四石柱之柱頭有鈴形圓板，上置獅子像，側緣有蓮花、鵝等類之彫刻。其長，小者高約八公尺，大者高及十餘公尺。考據諸刻文，乃阿育王即位二十六年至二十九年所製，內容為禁止殺生，有司應以仁慈為旨而使賞罰之道不誤，獎掖民眾以正義而脫離惡業，為王者對待臣民不分種族、階級、信仰，一以慈愛視之。別文則刻記王妃施捨樹林等因緣，或王參拜建柱等事蹟。
石窟之銘文，各記其洞崖施捨之事蹟。石窟位於菩提伽耶（梵 Buddha-gaya）北方二十餘公里之帕拉帕爾丘（Barābar），共計有四窟，其中三窟之刻文記載施與洞窟之事蹟。
晚近才發現之石板本是奧立沙（Orissa）附近一農家之壁石。上記各種刻文中，特別值得注意者為磨崖刻文第十三條，內容係阿育王與外國之交涉，文中出現之希臘王約當西元前二六○年至二五八年之人物，以此可推知阿育王出世之年代及佛教之傳布地域。

## 拓本

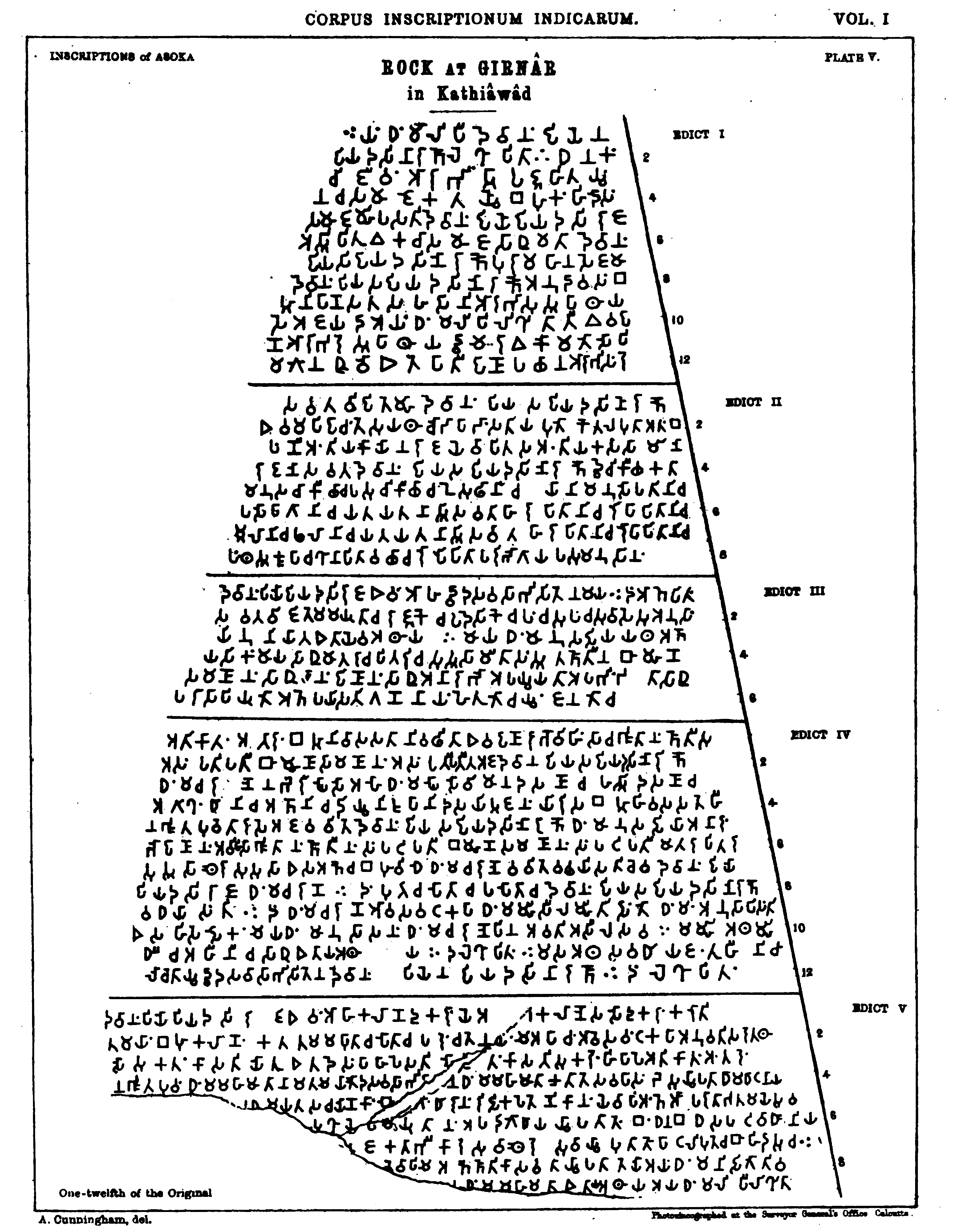
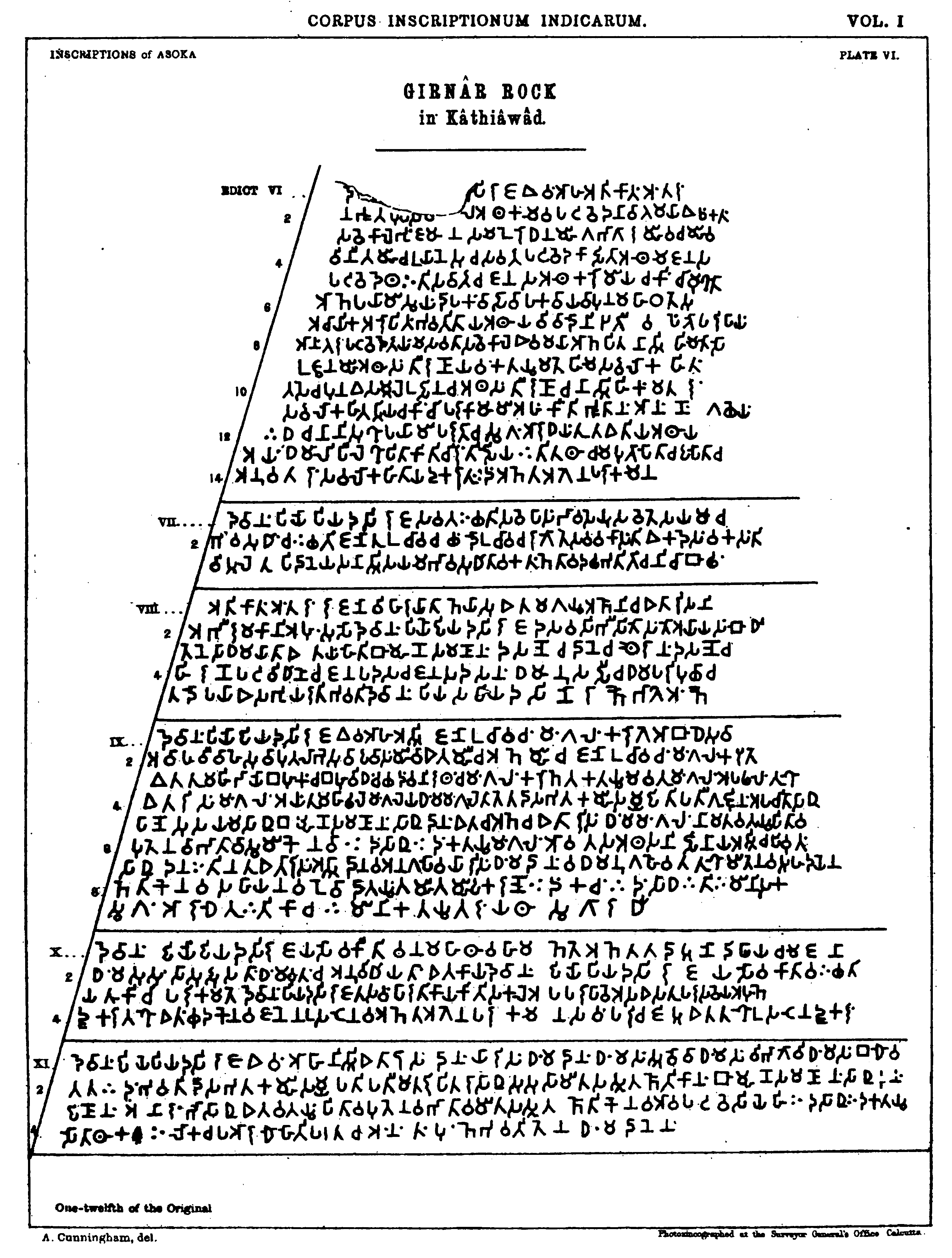
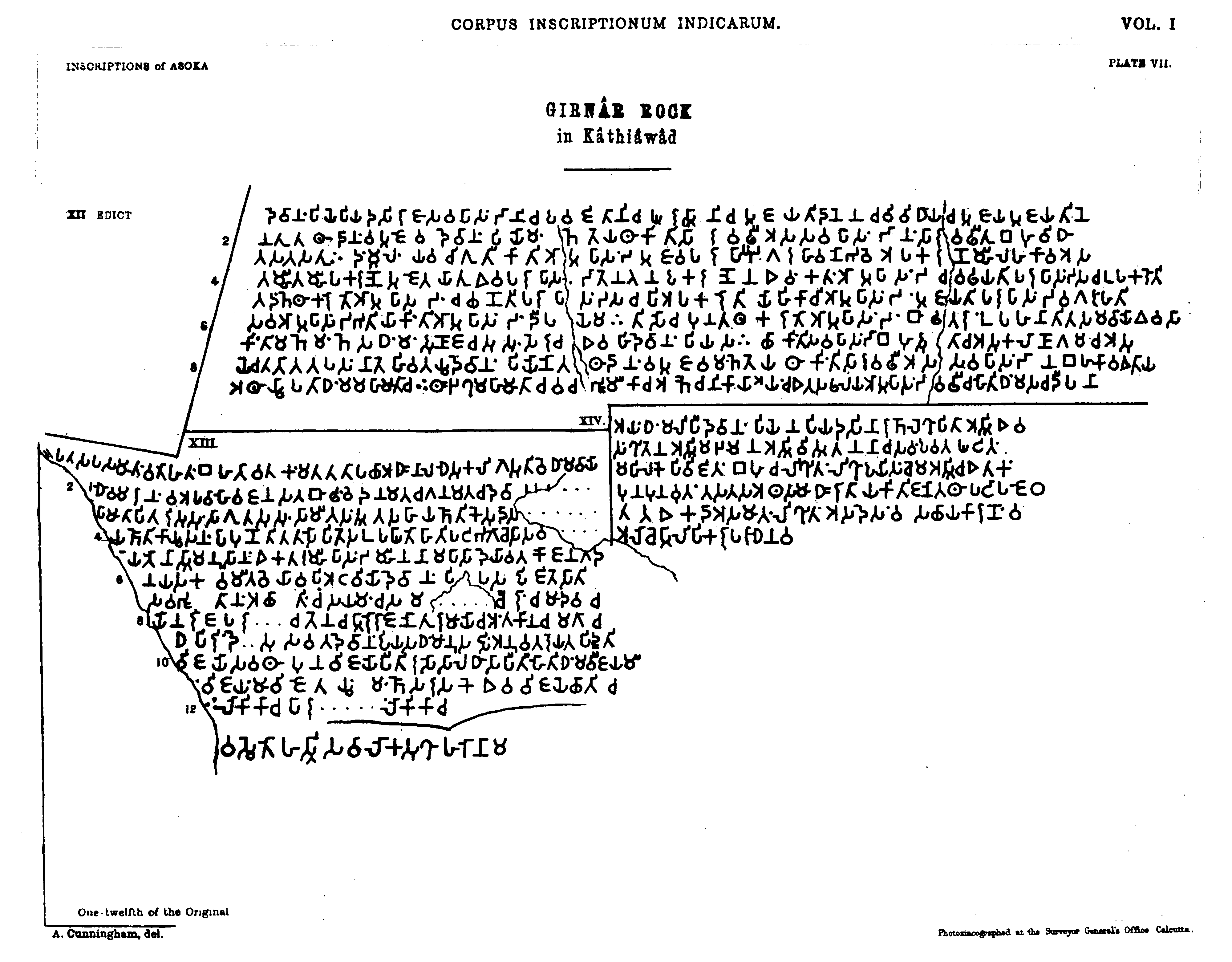
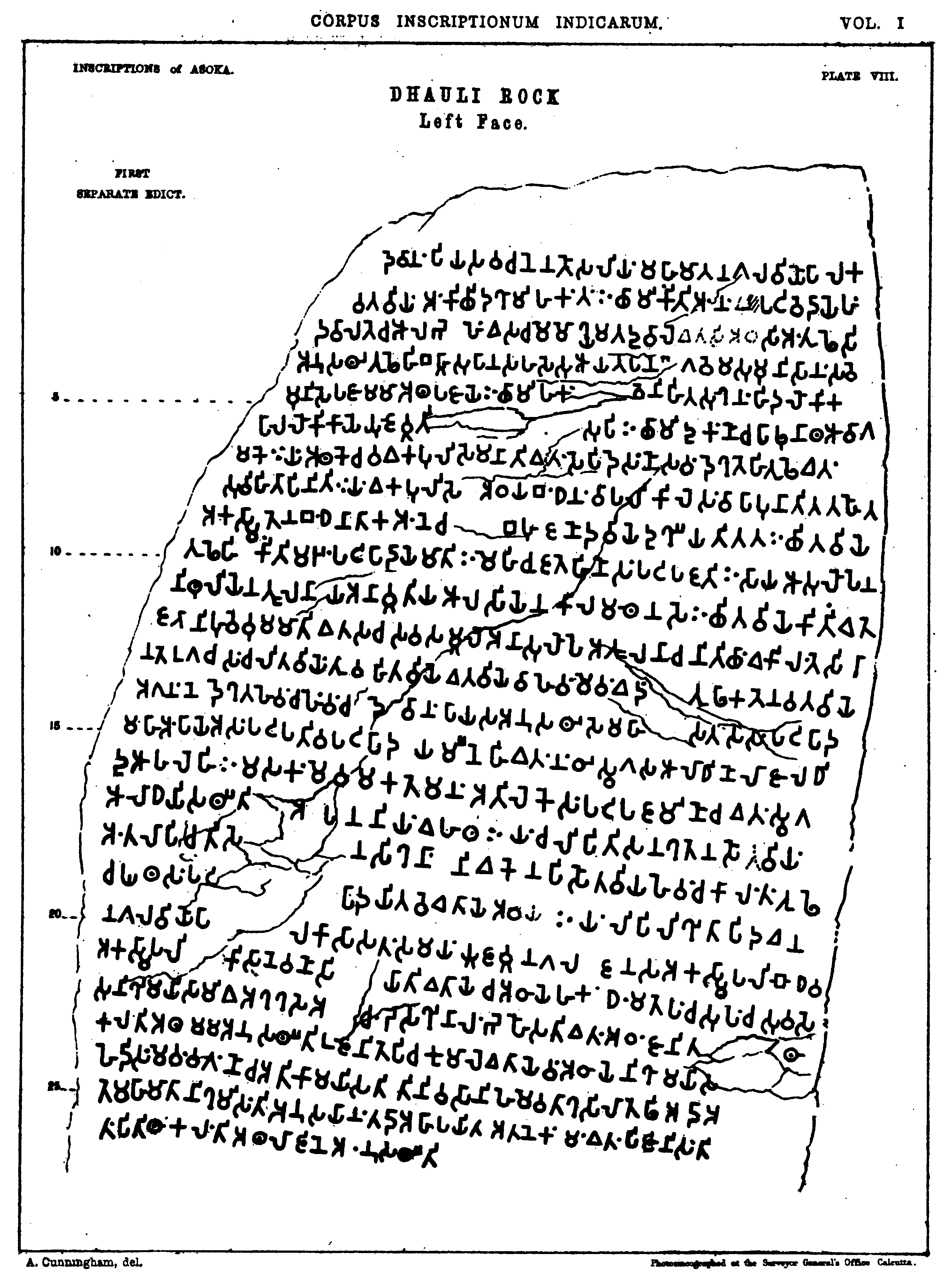
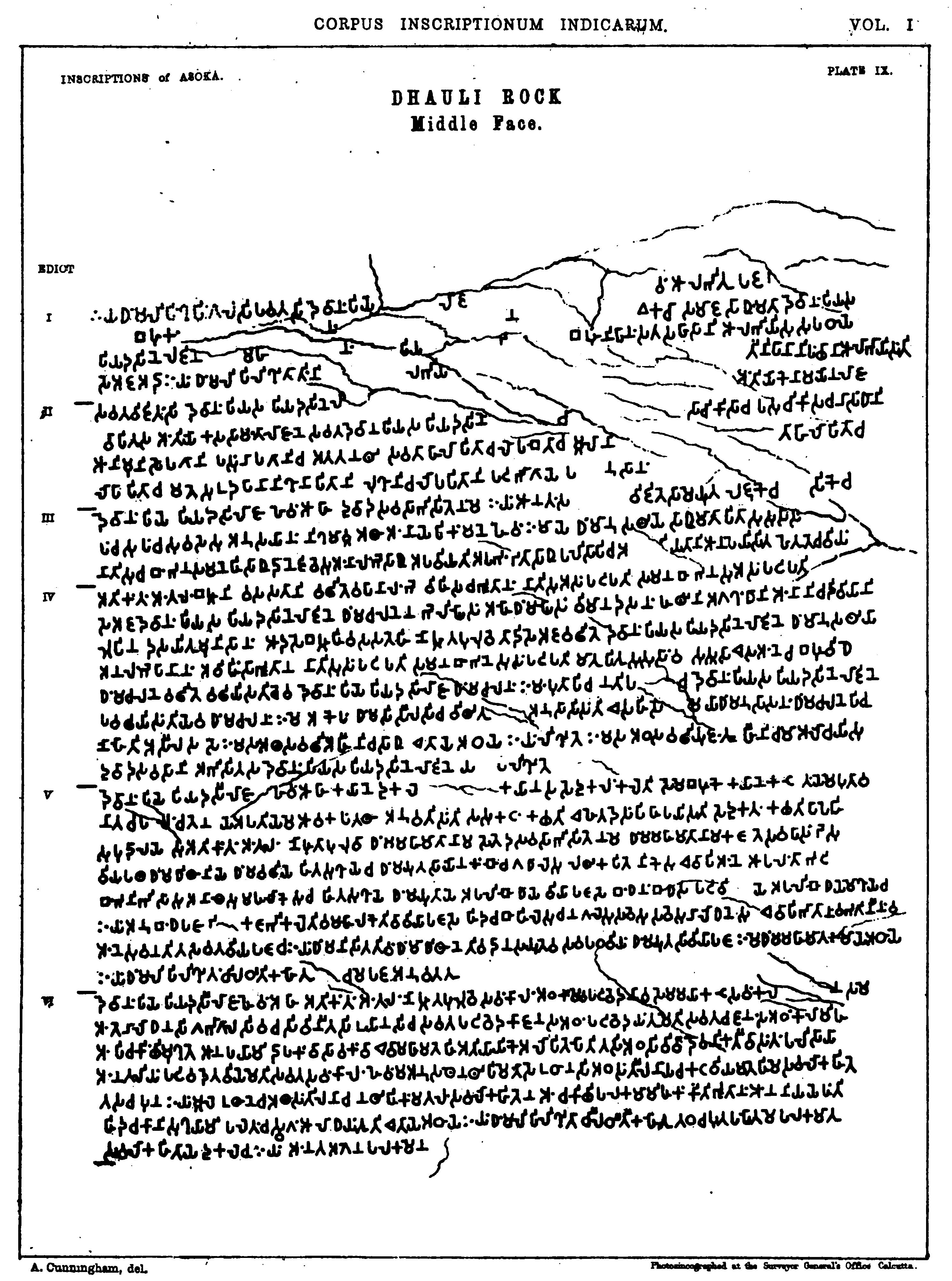
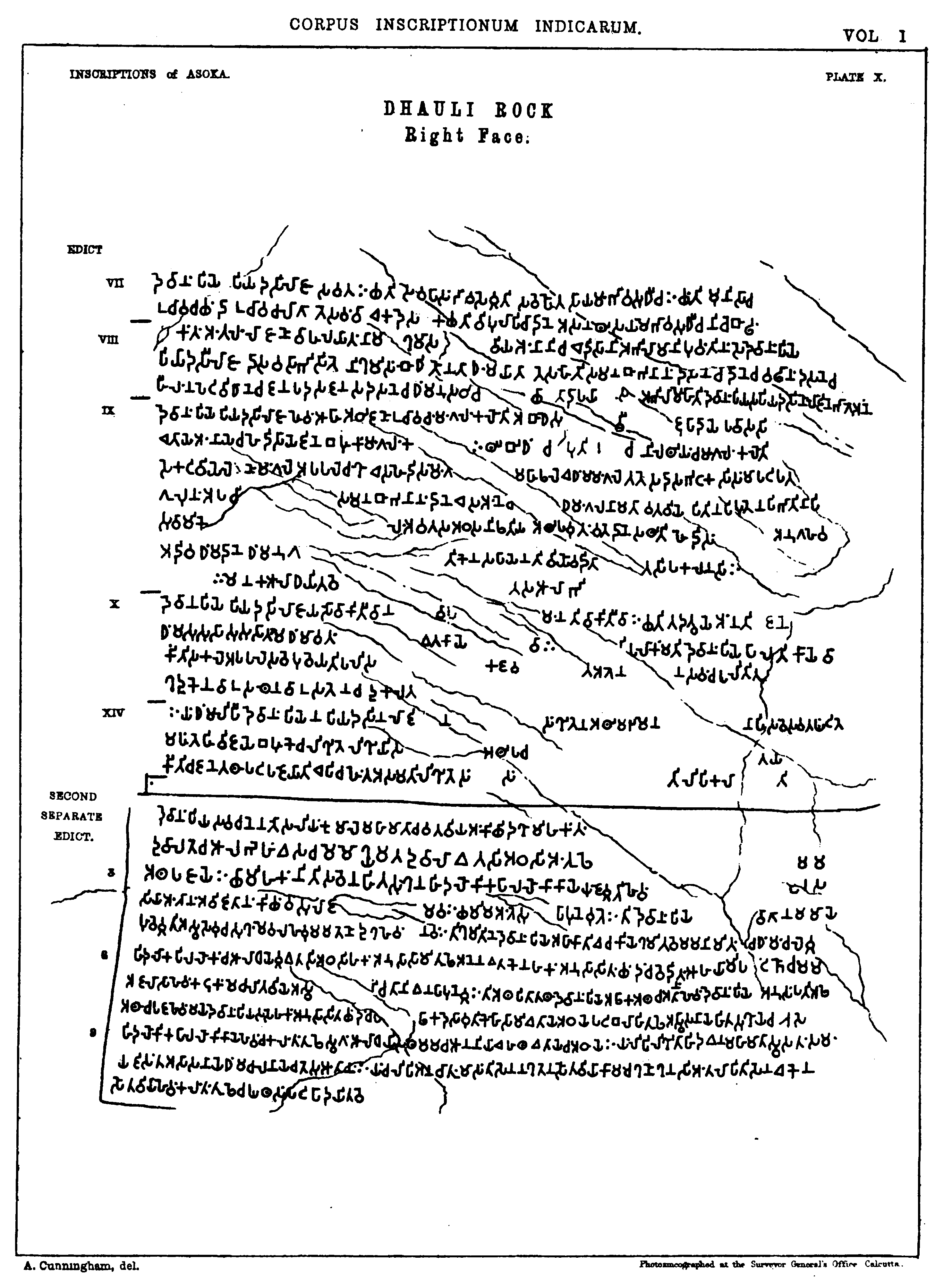
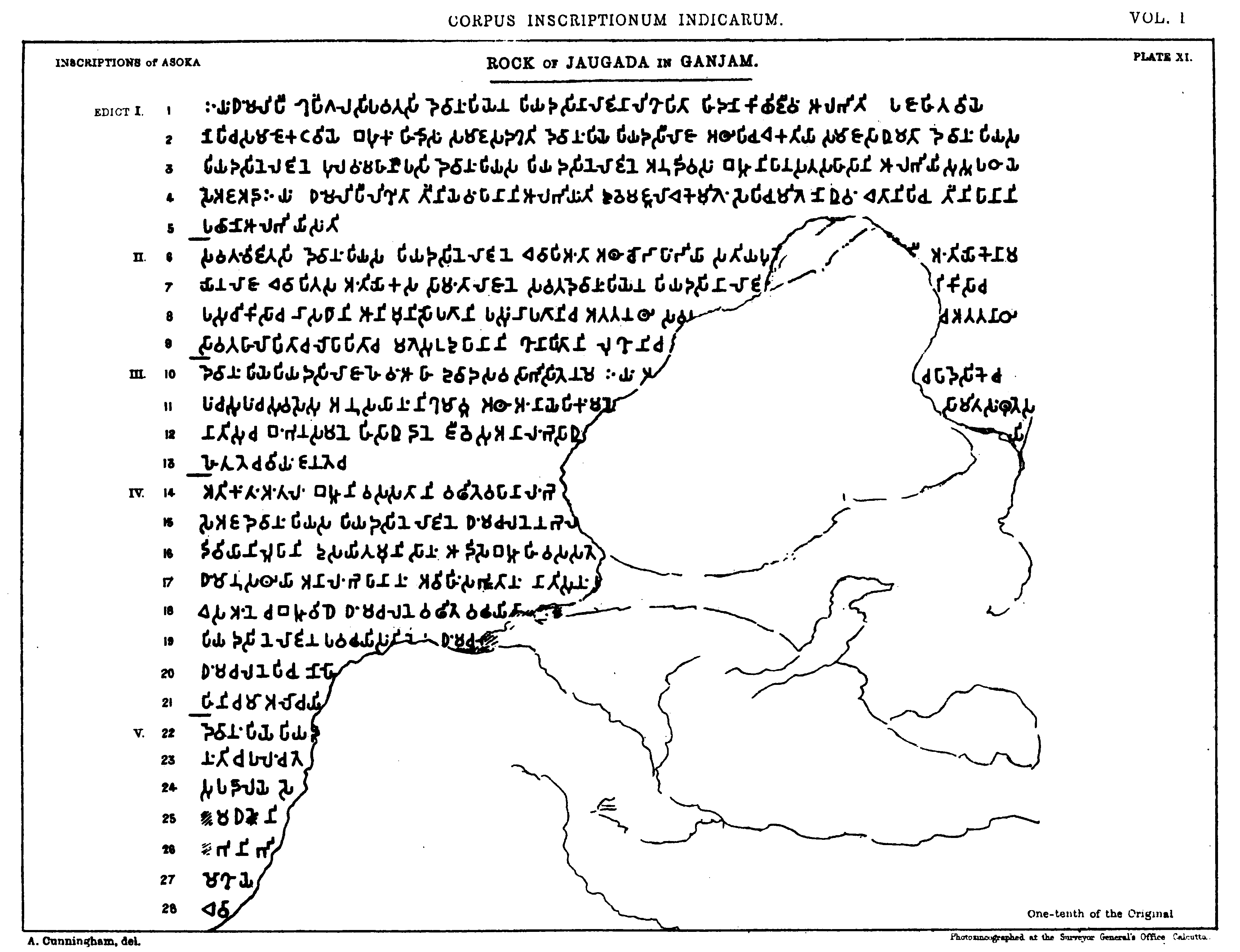
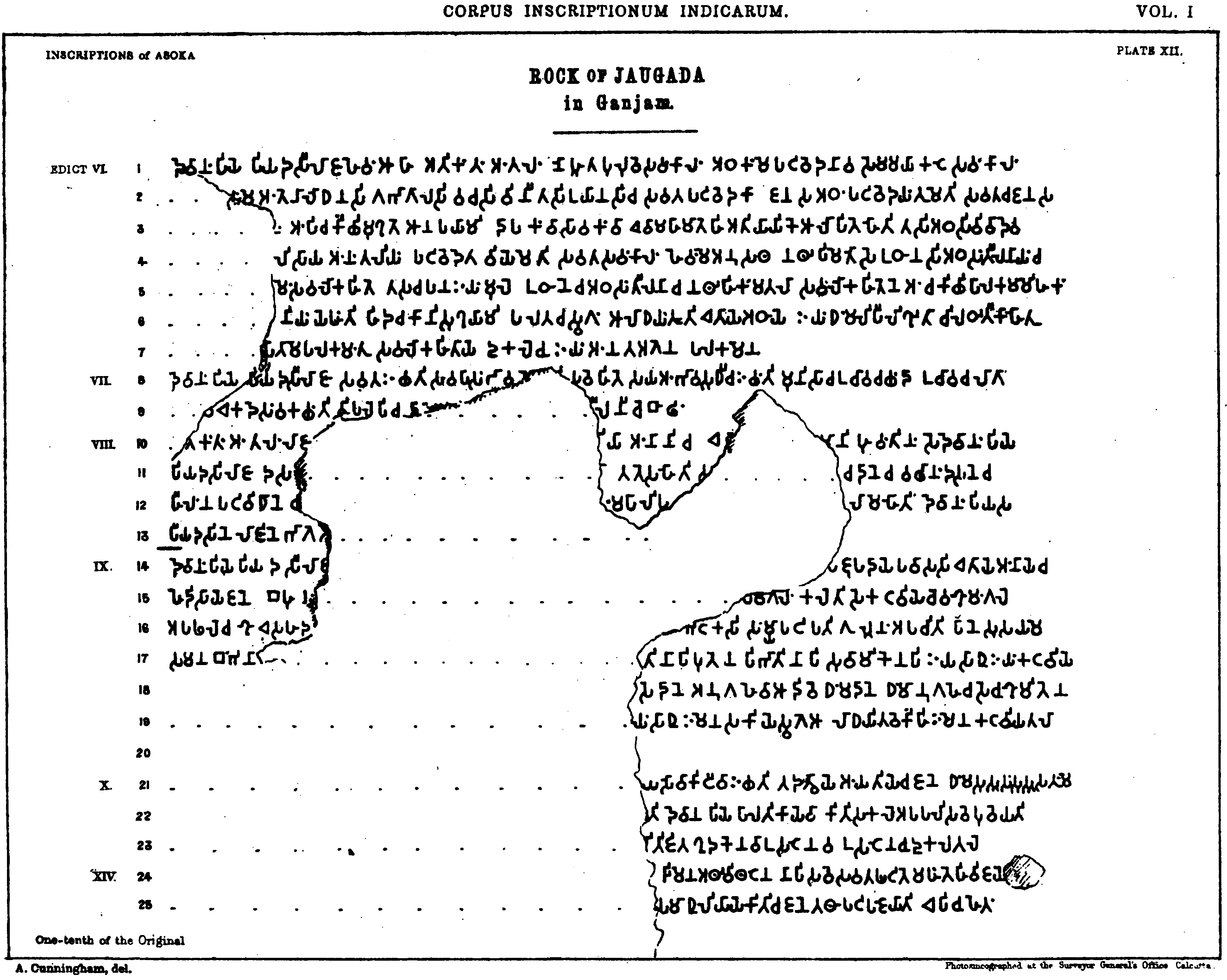
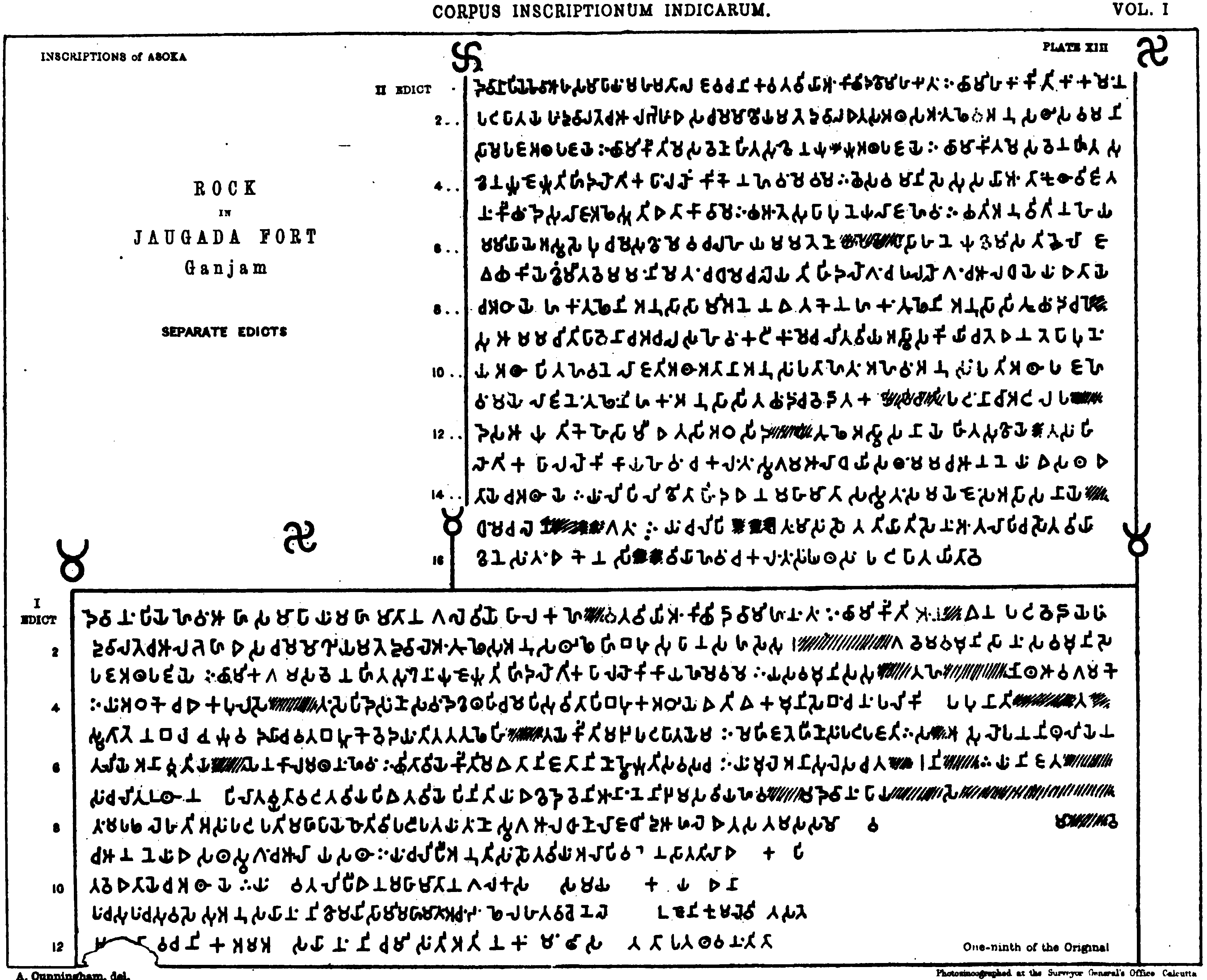
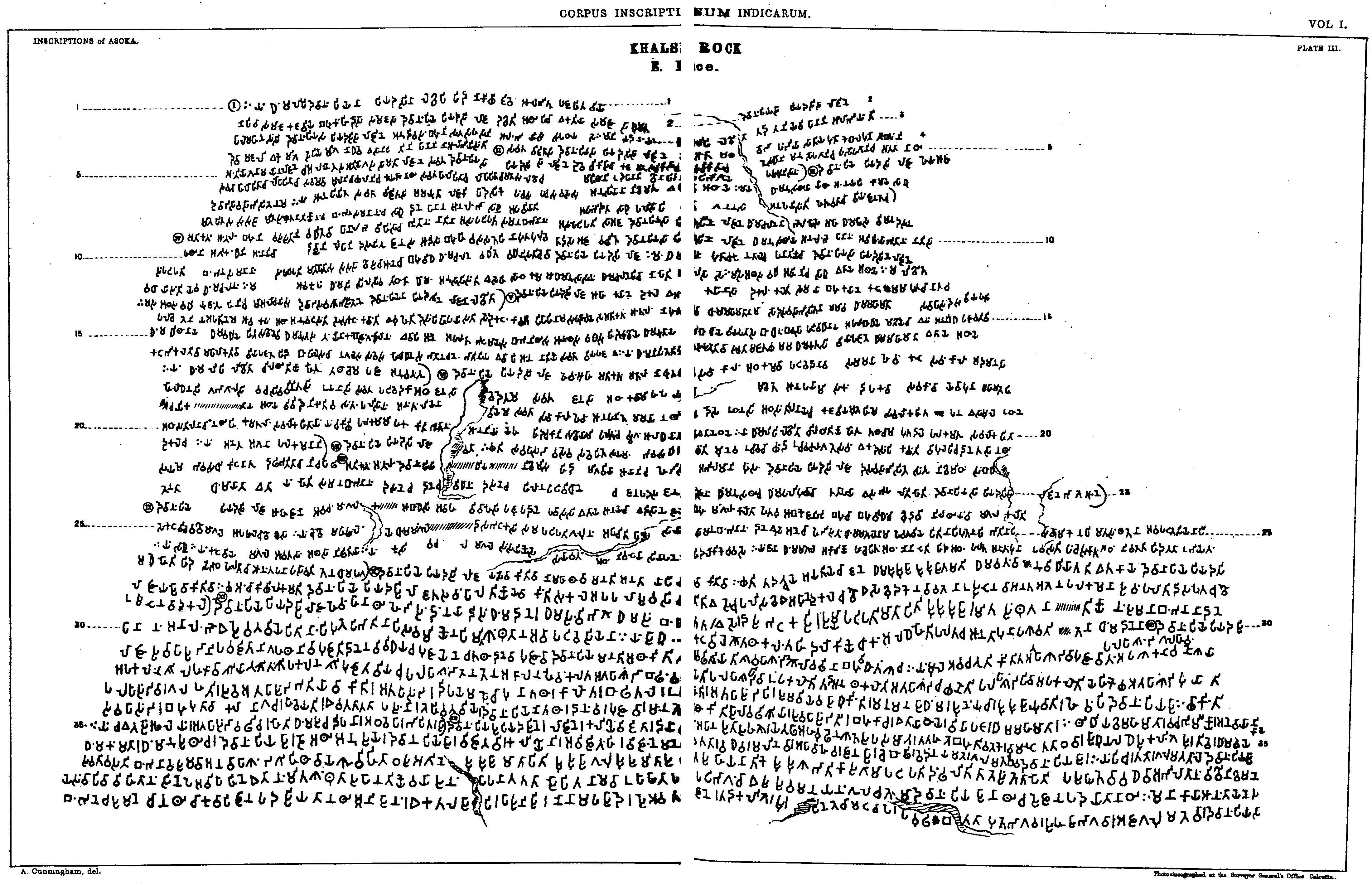
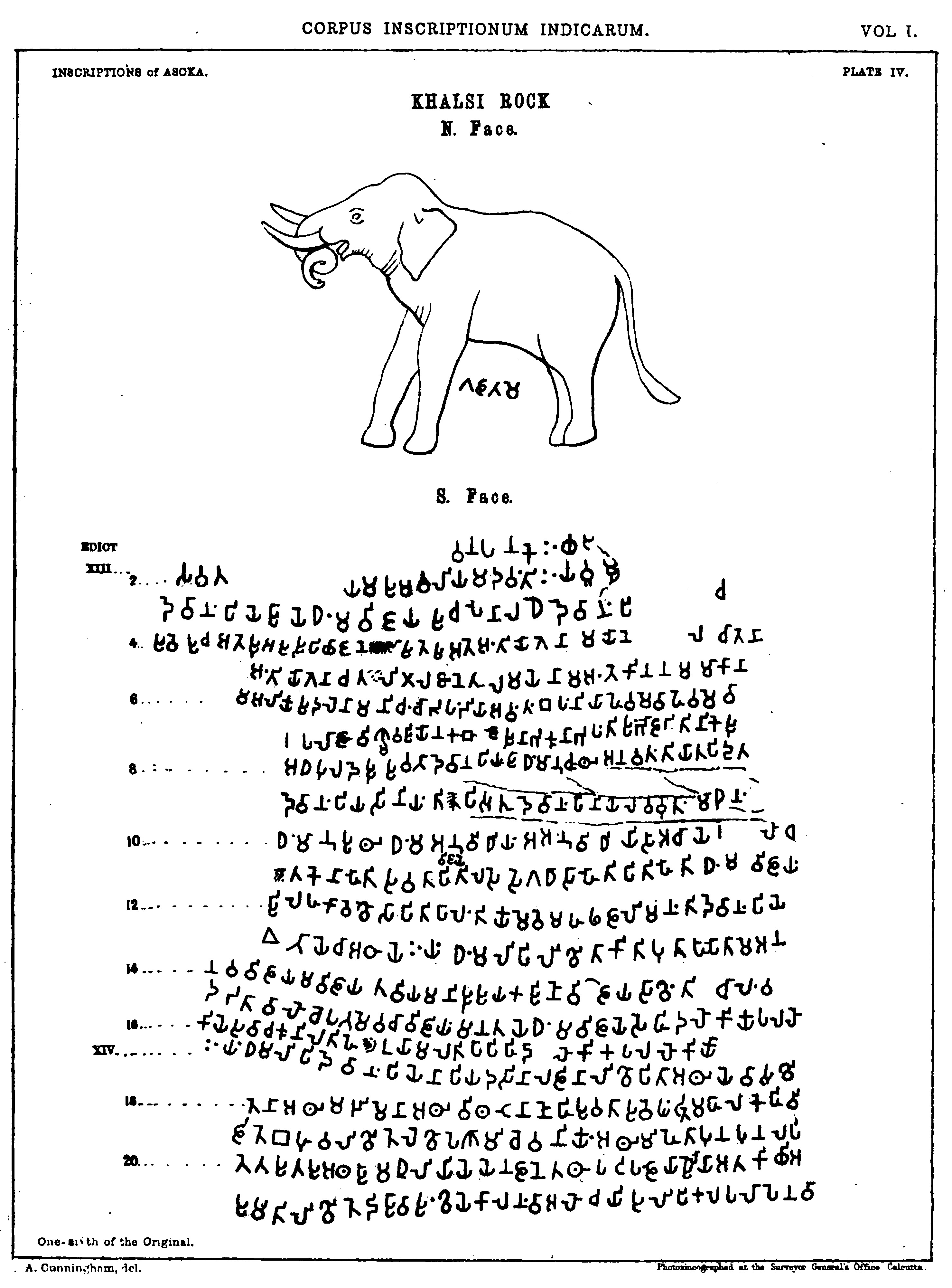
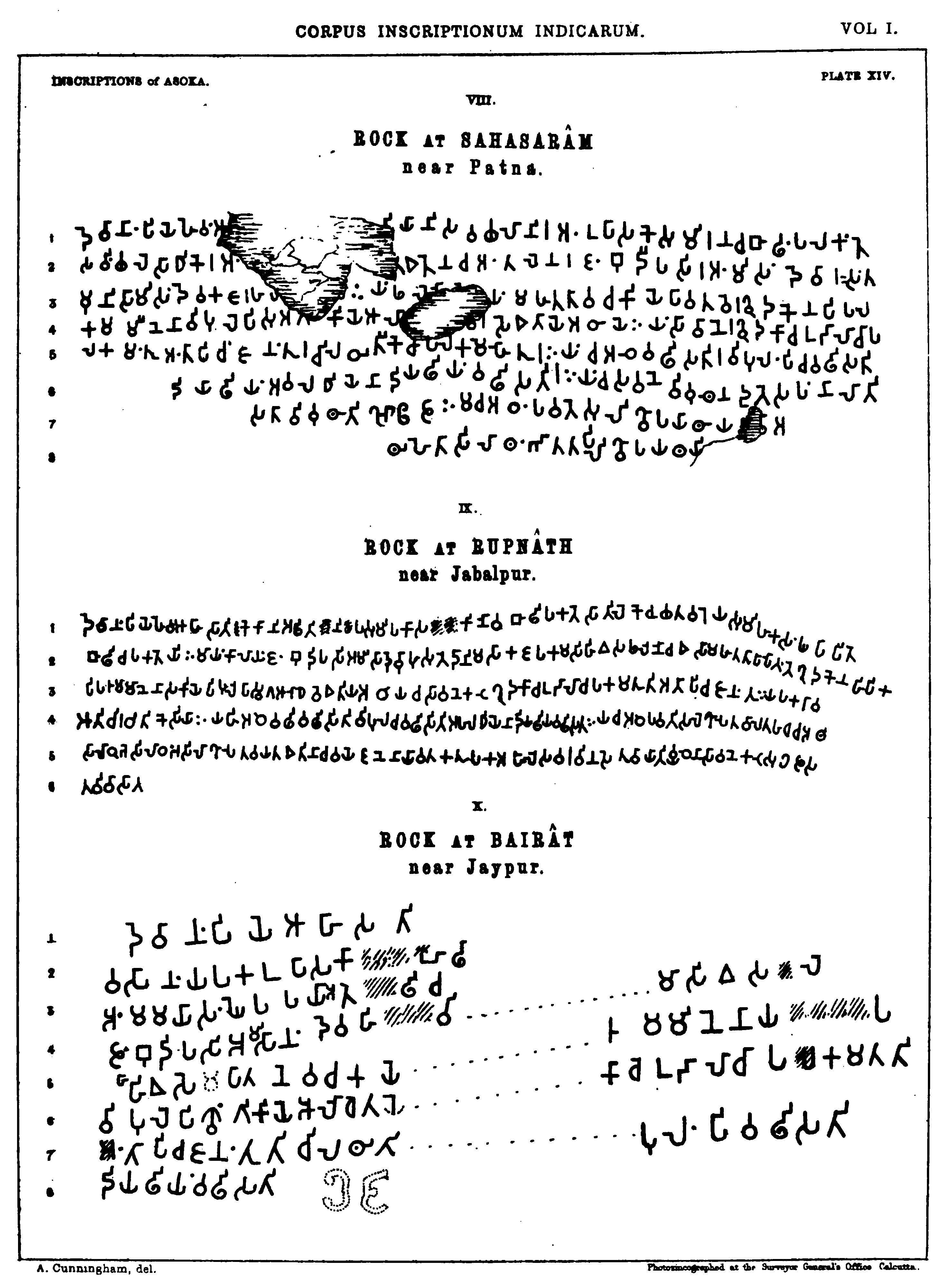
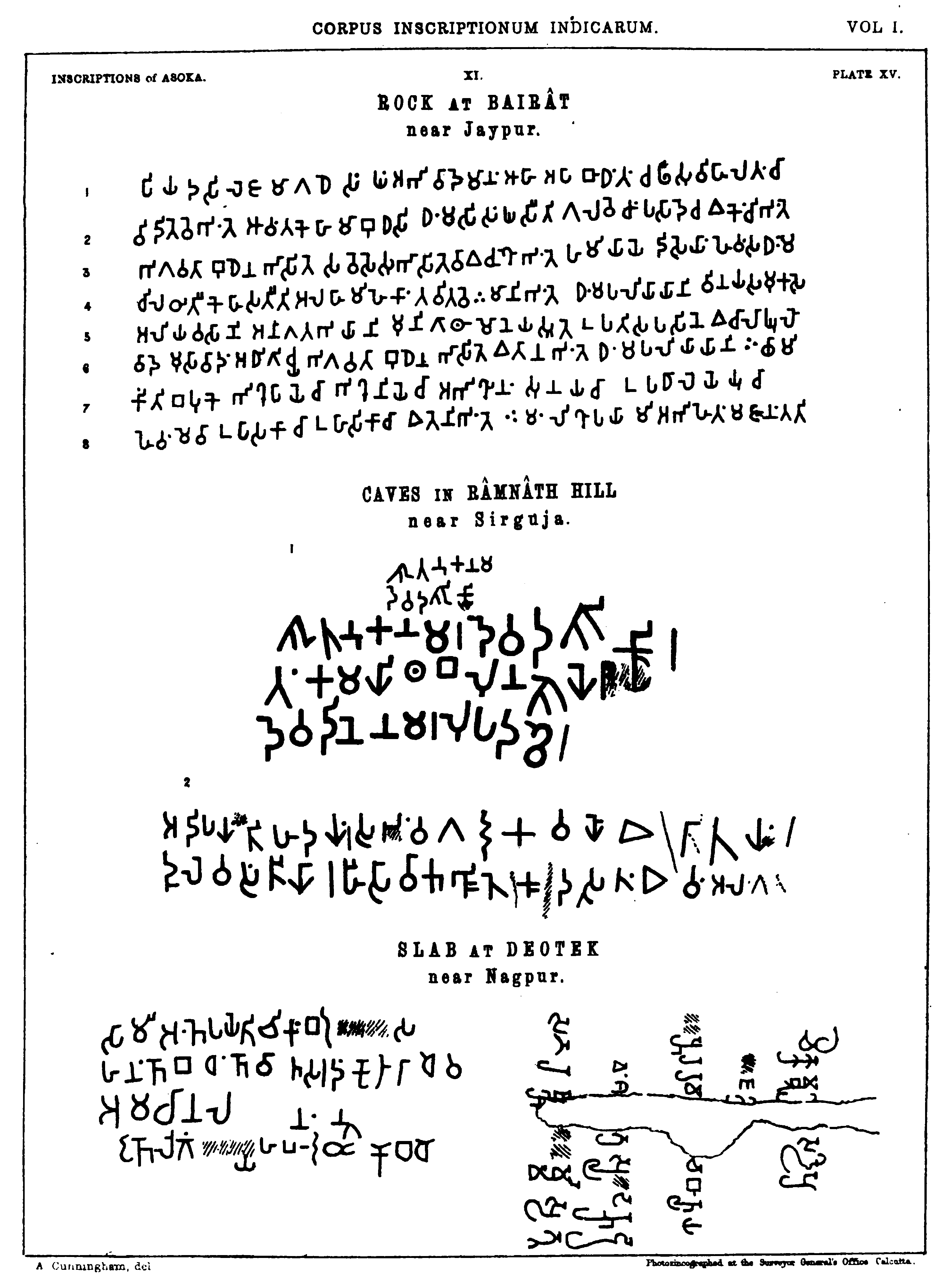
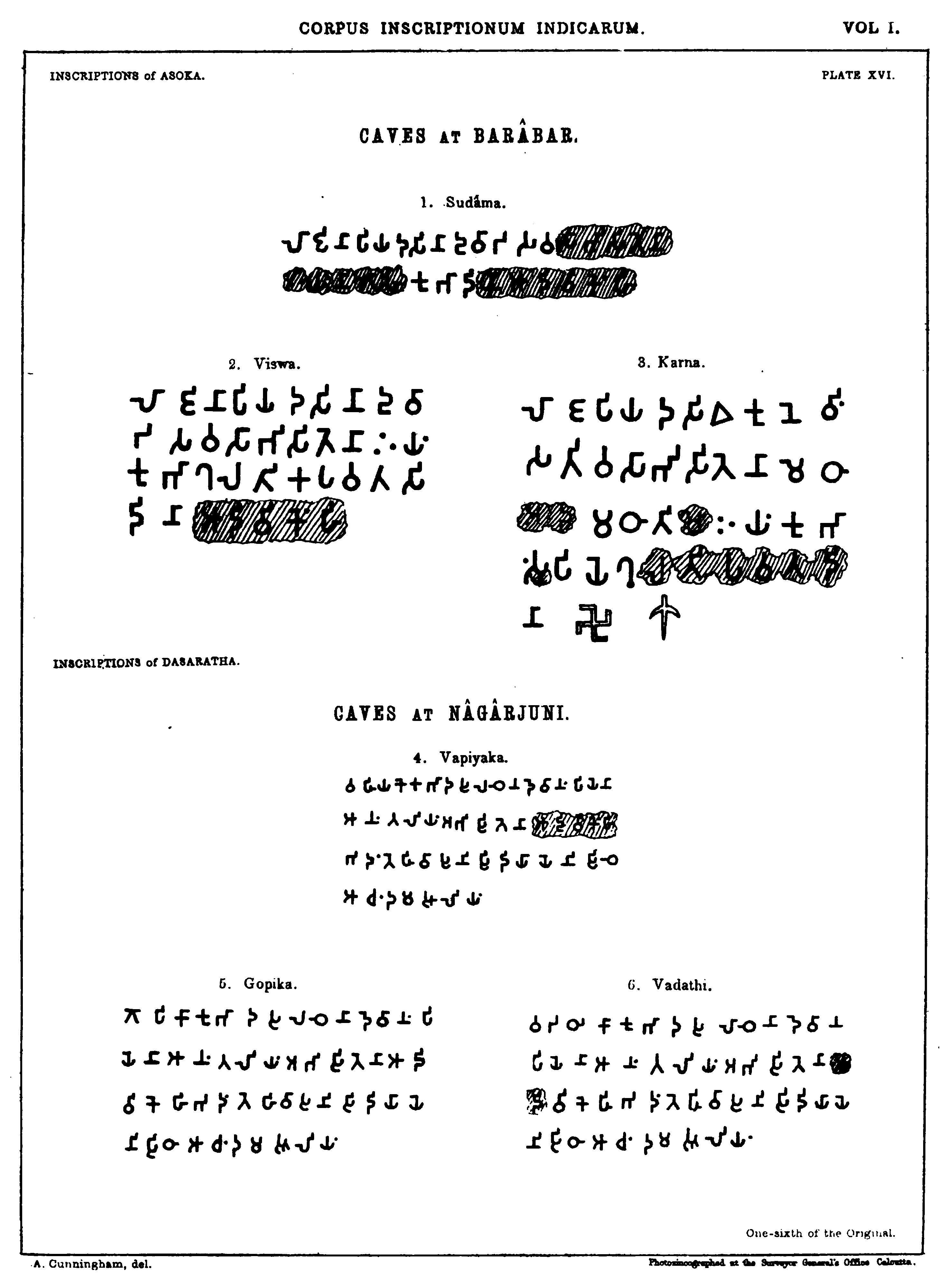
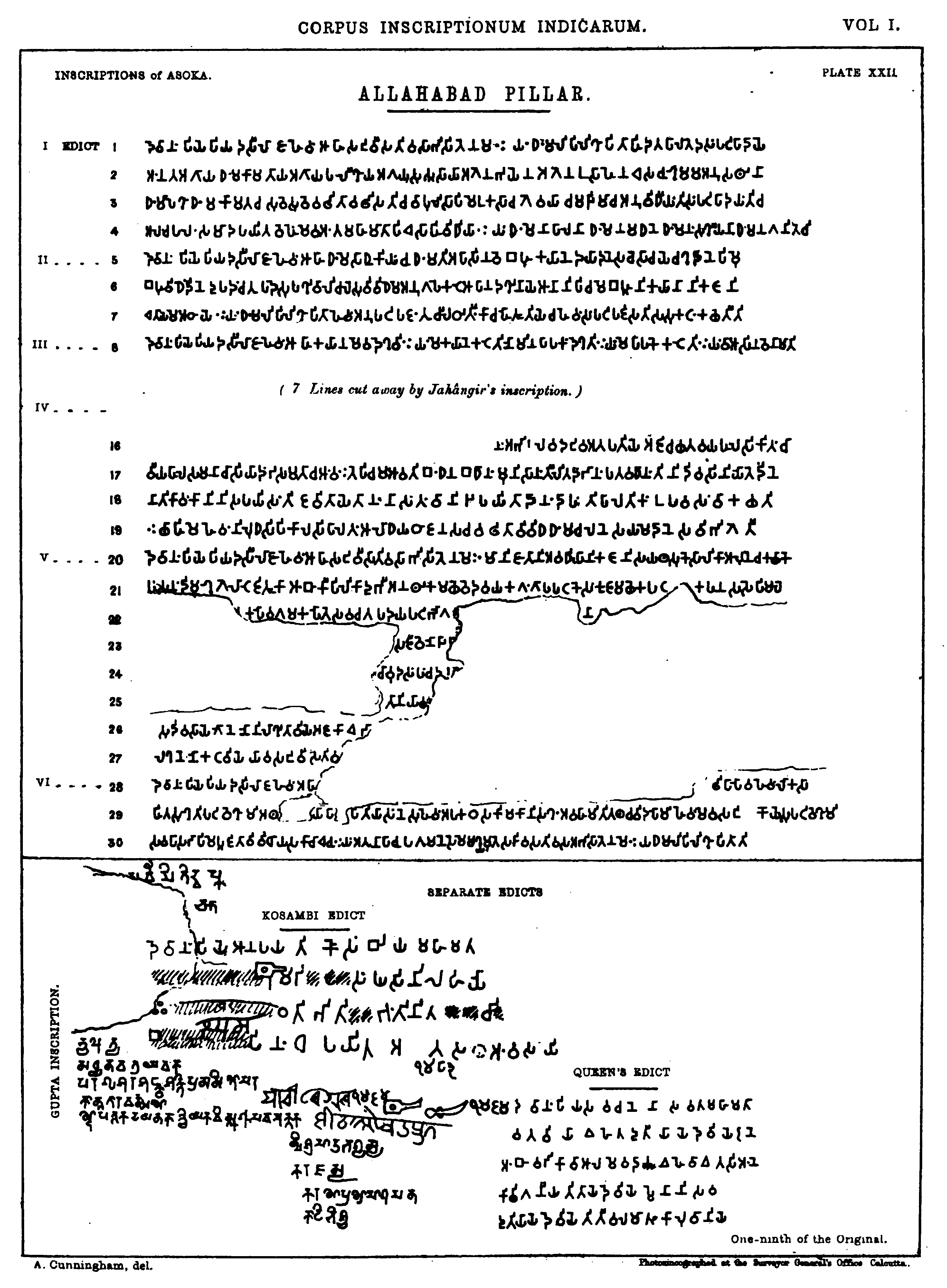
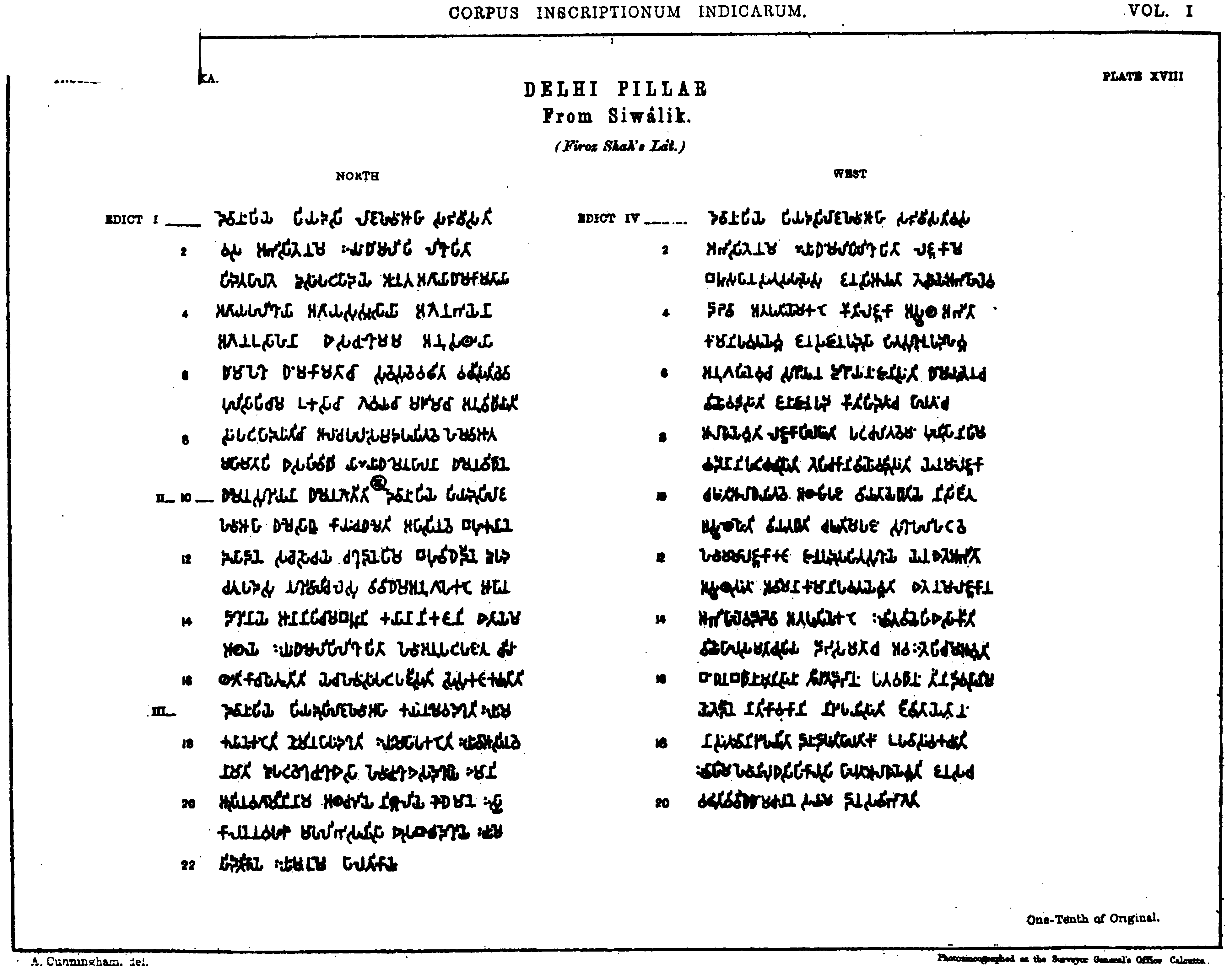
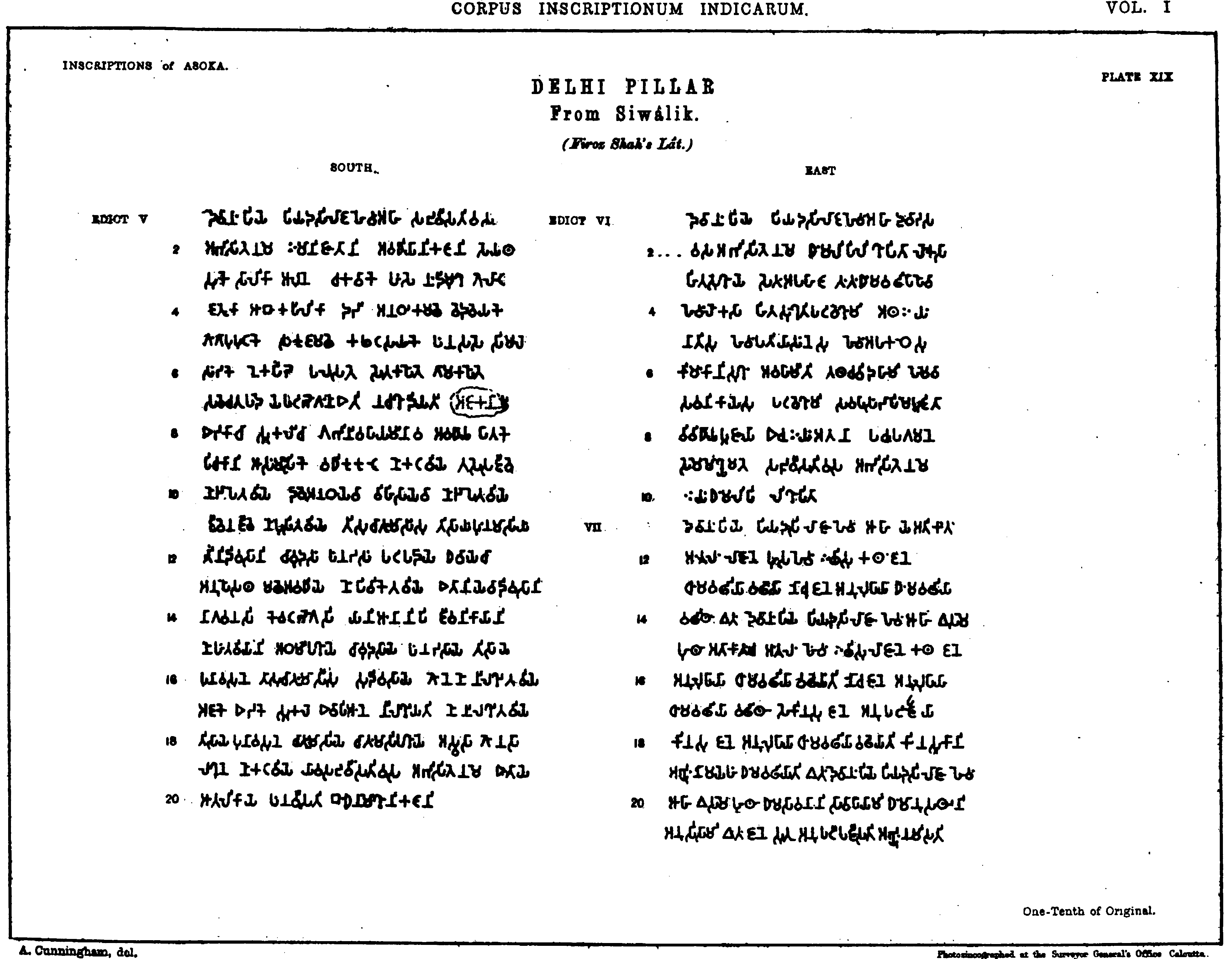
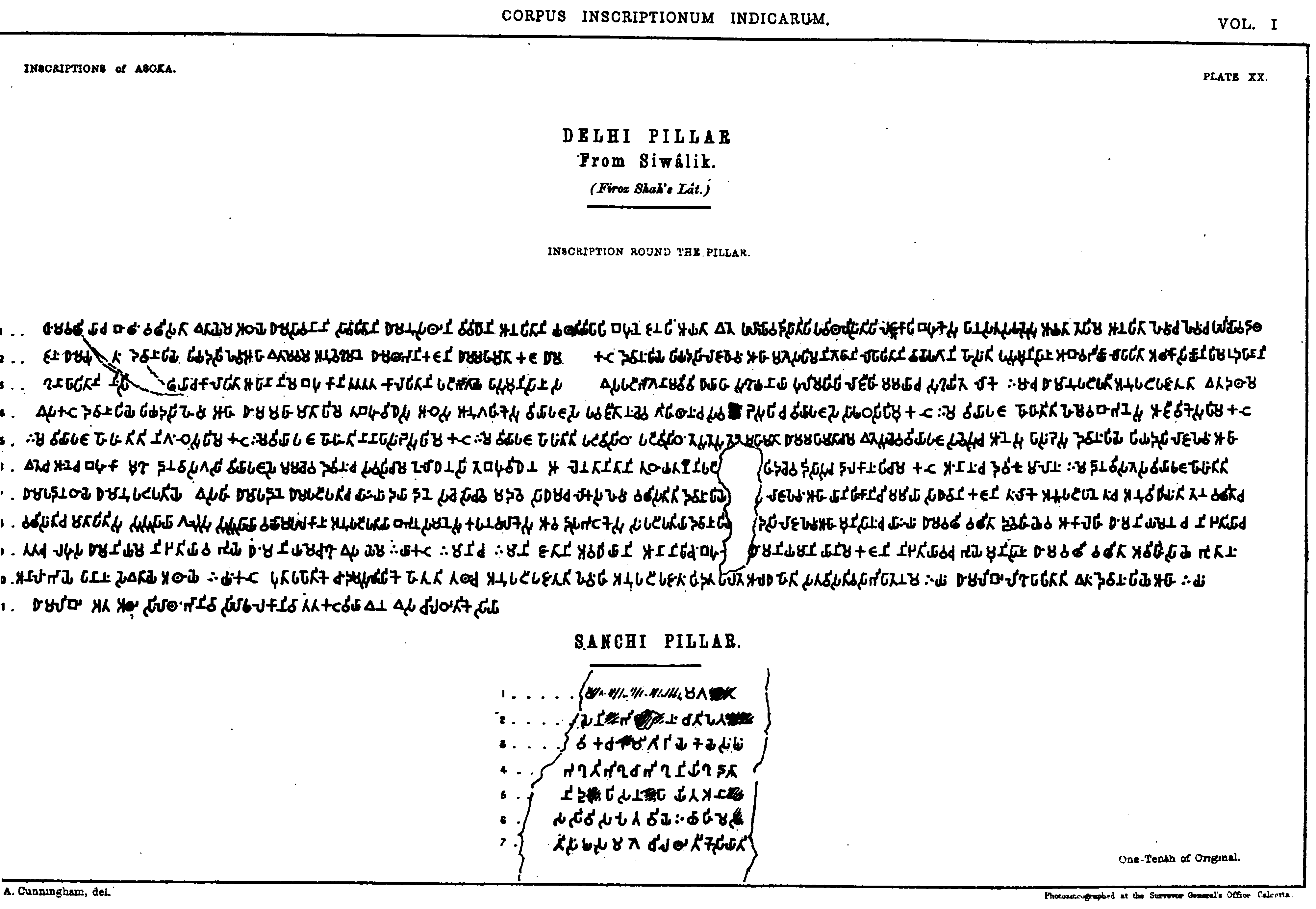
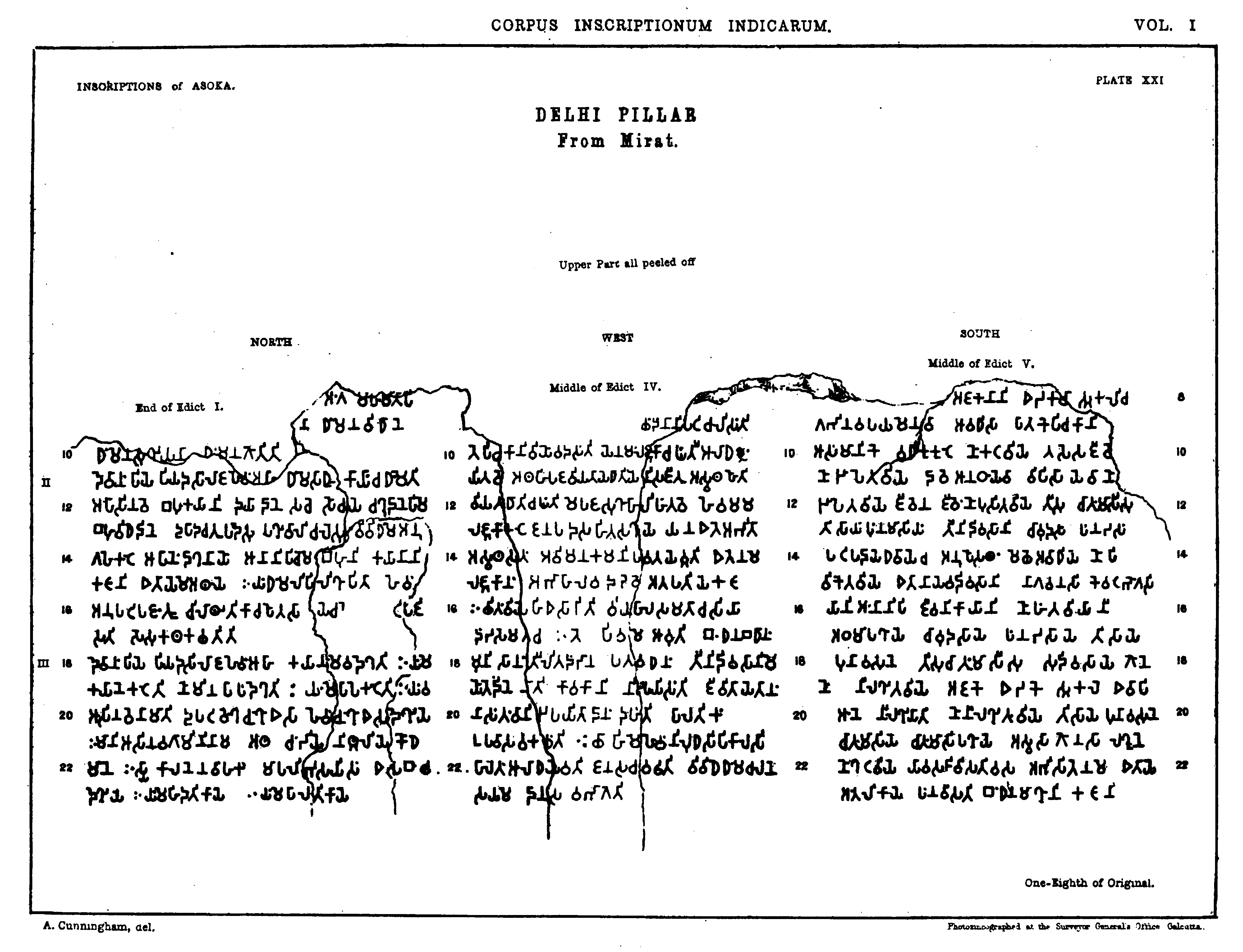
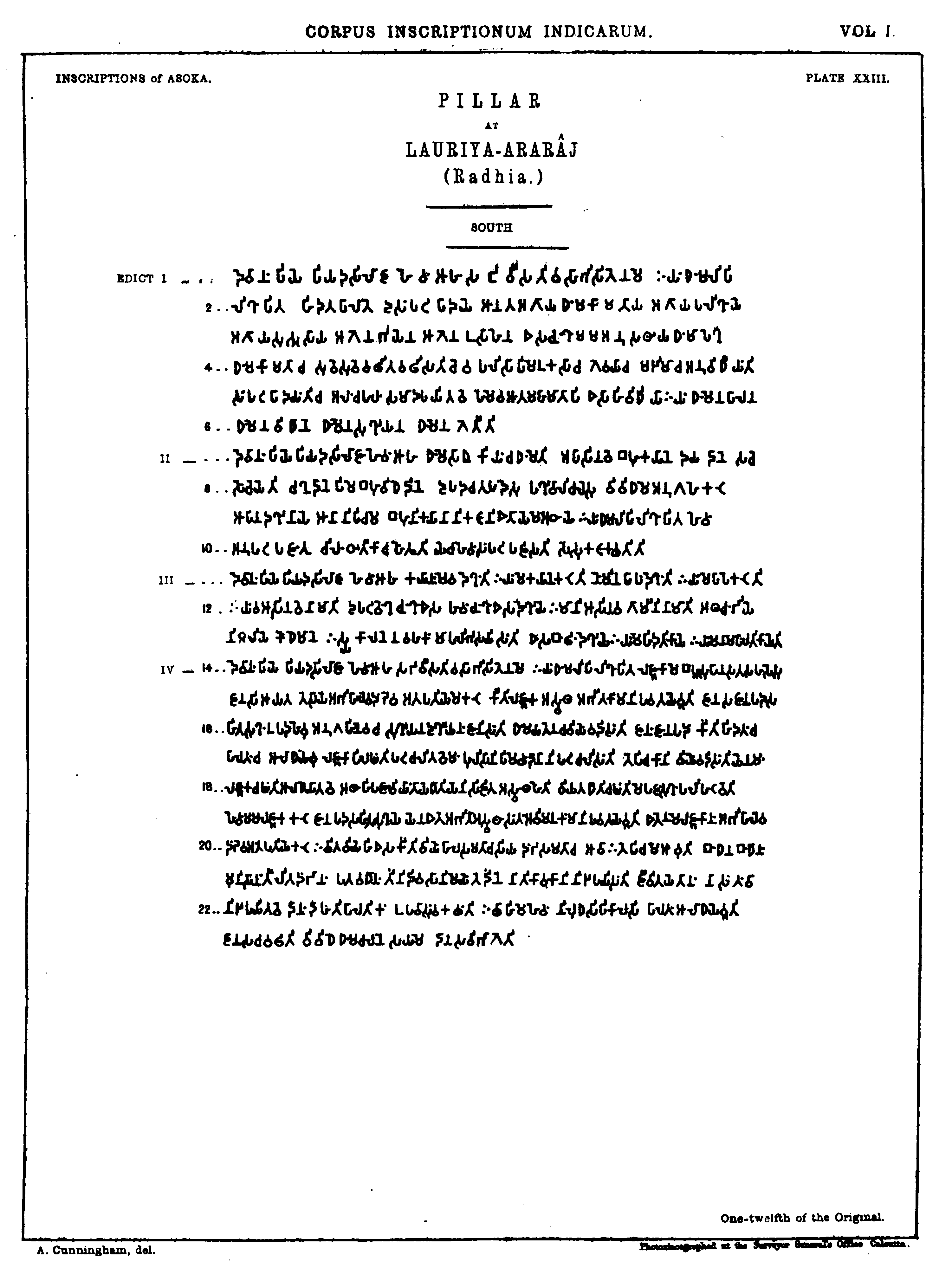
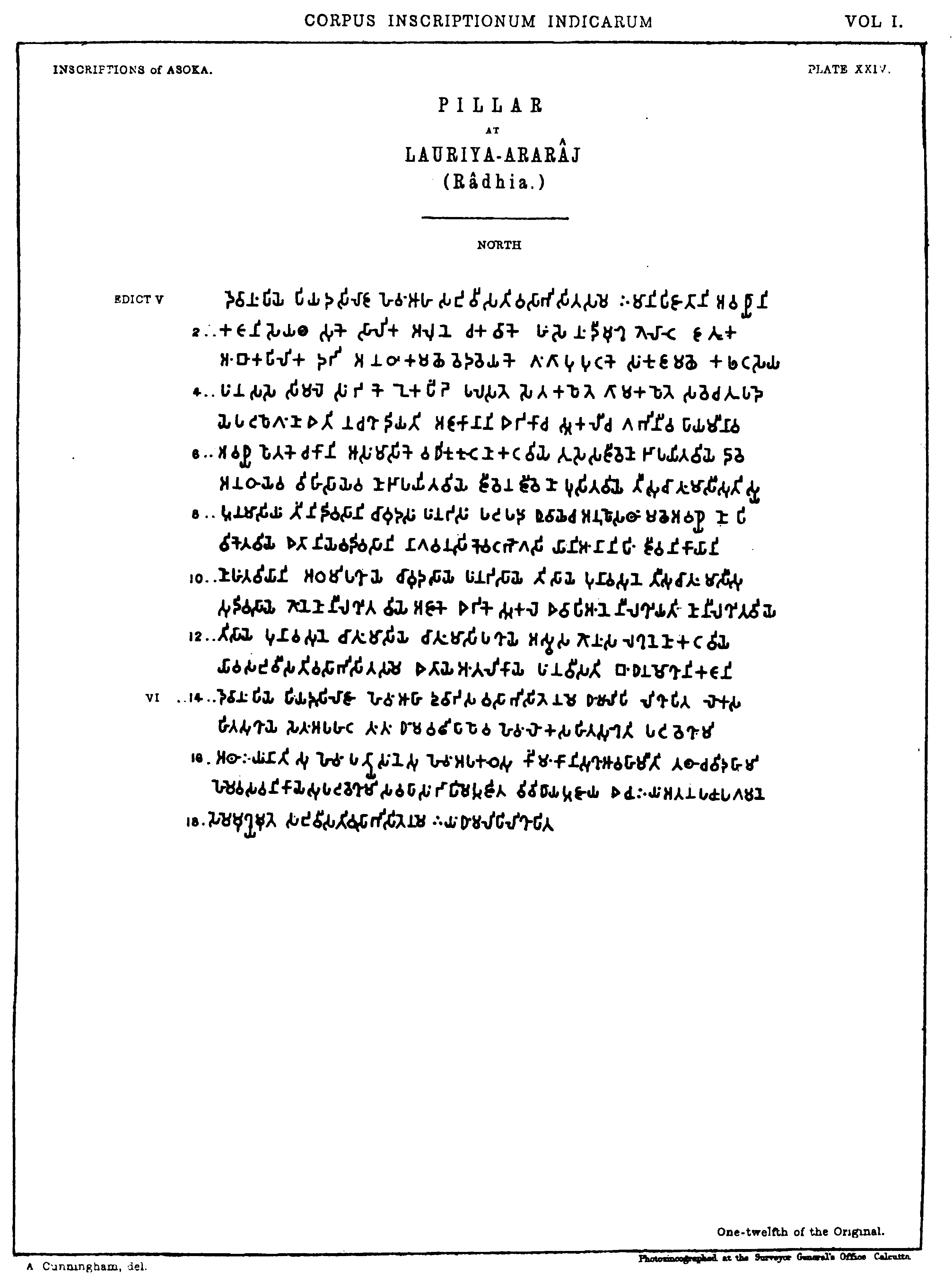
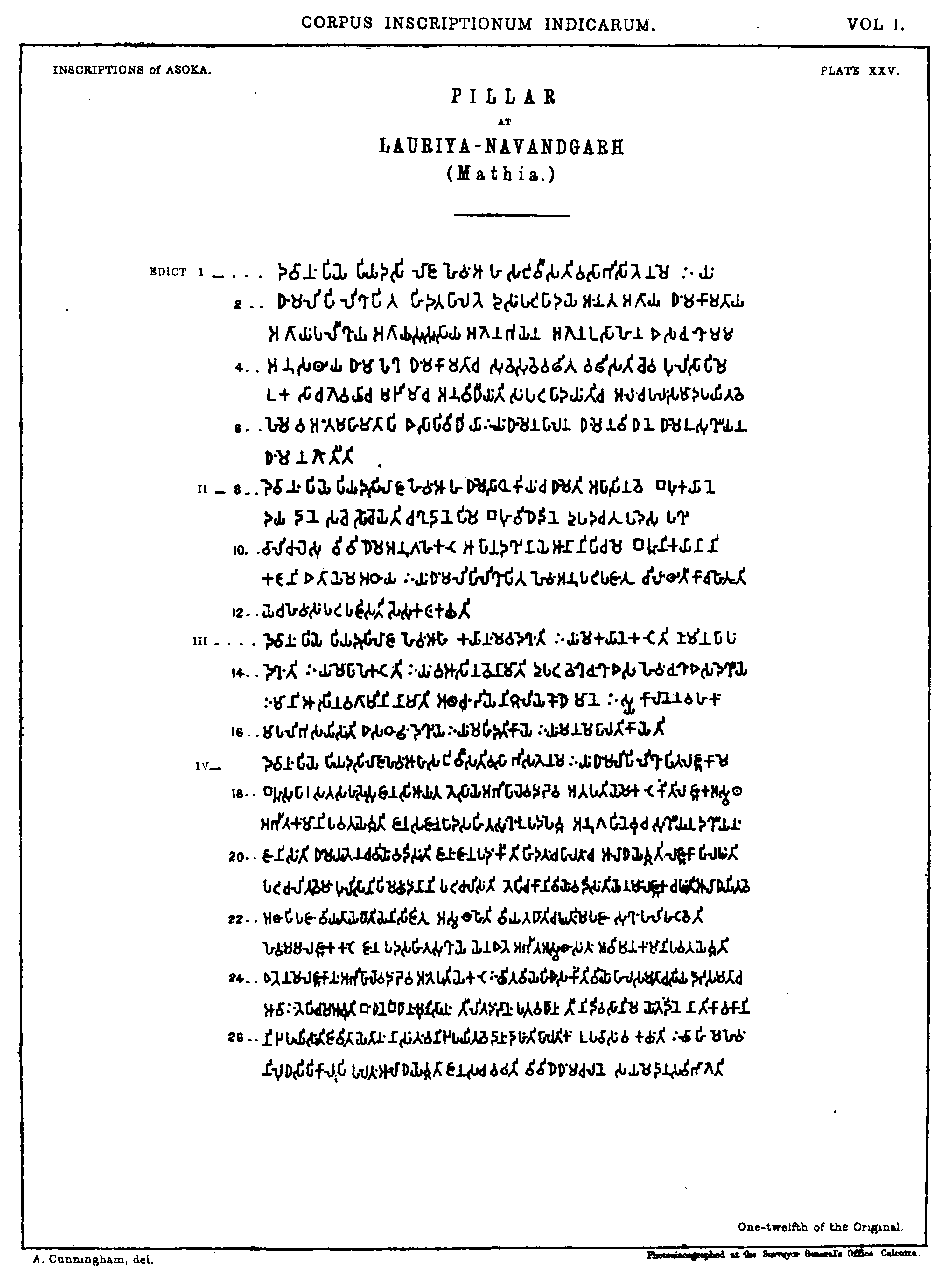
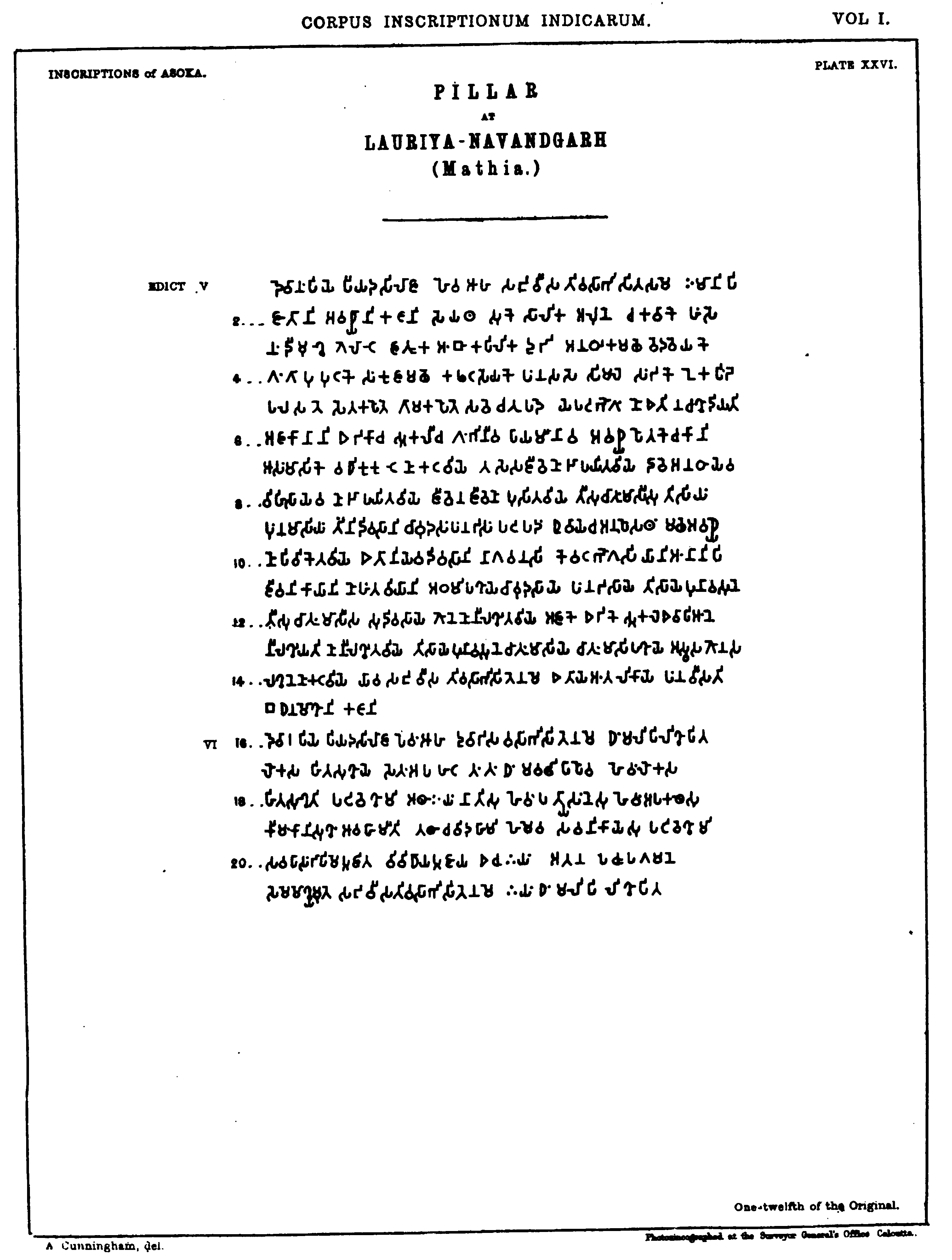
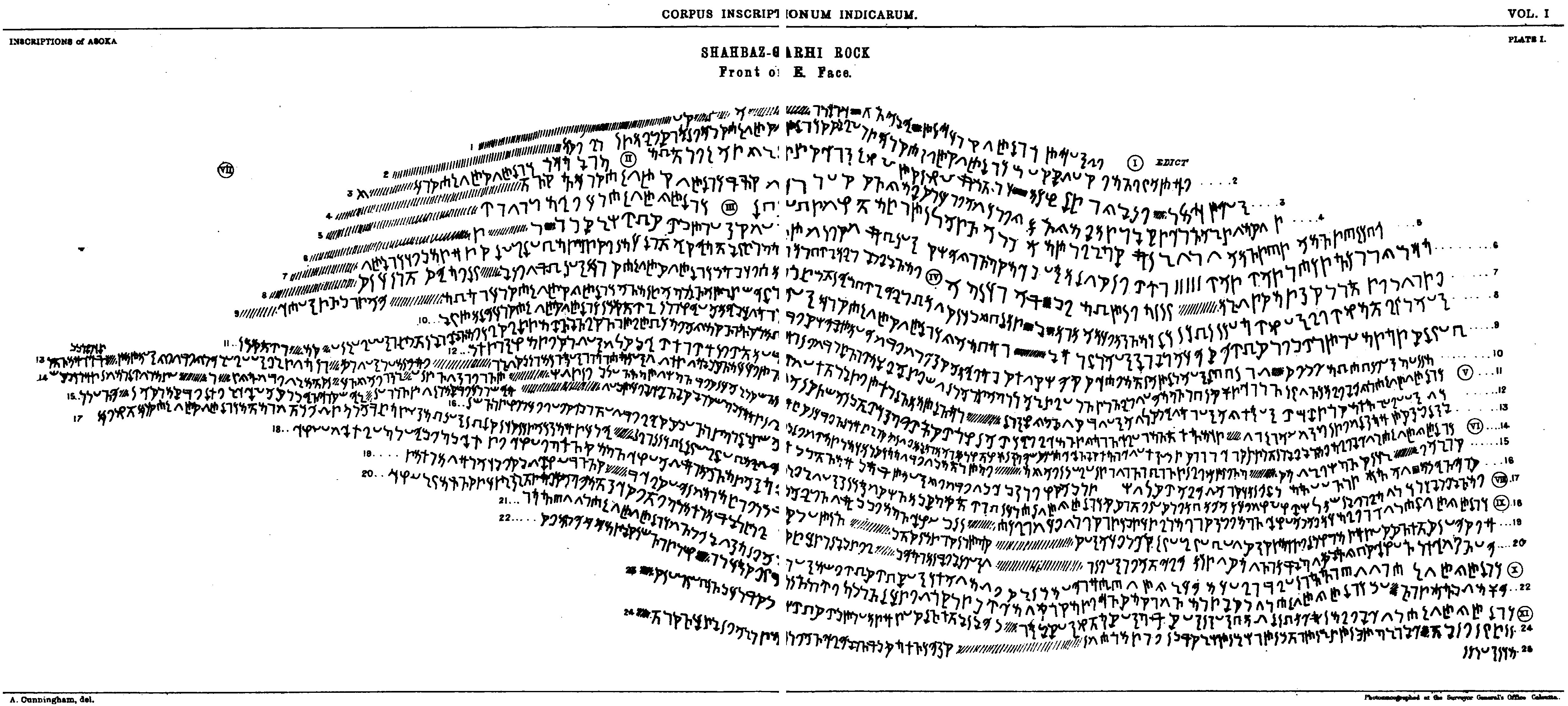
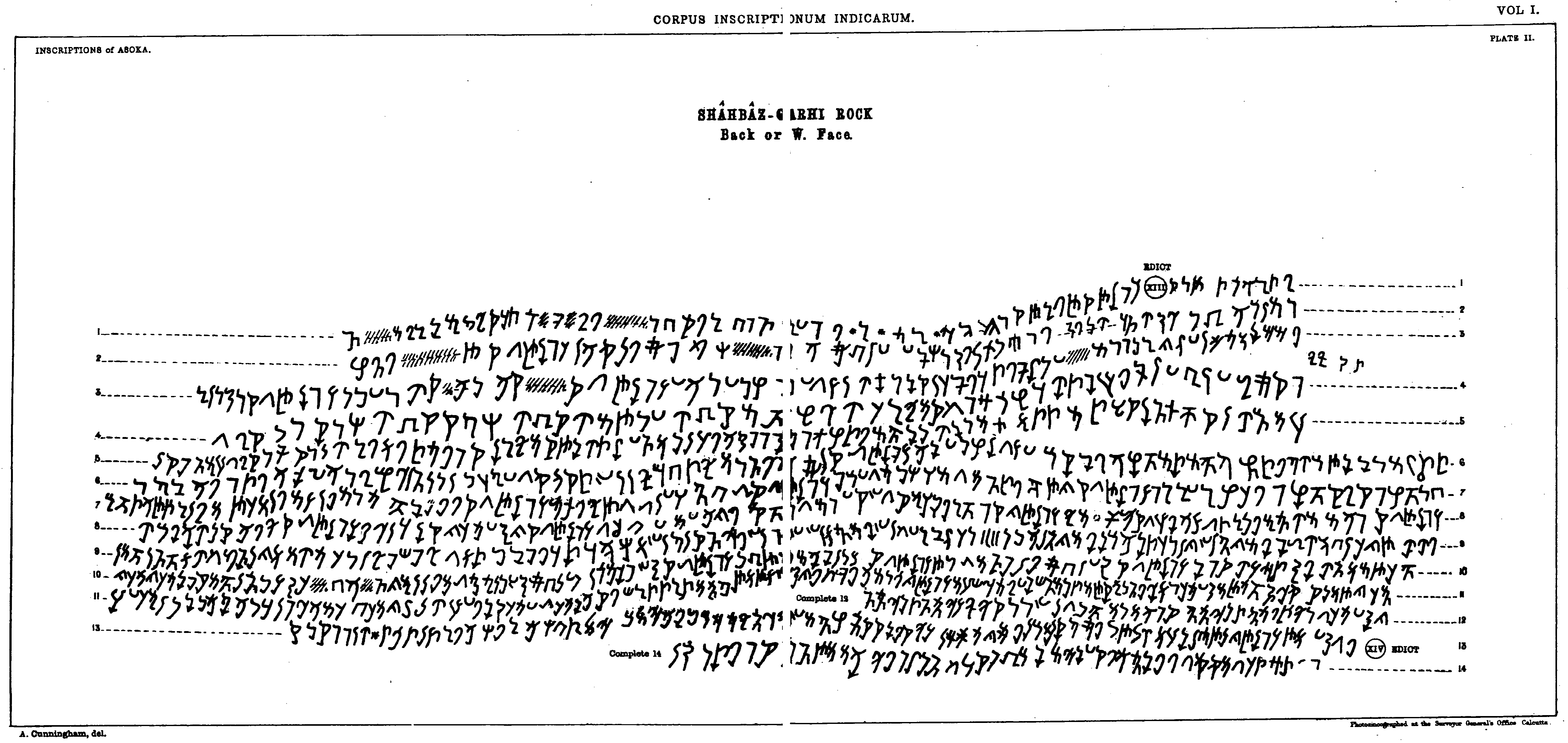
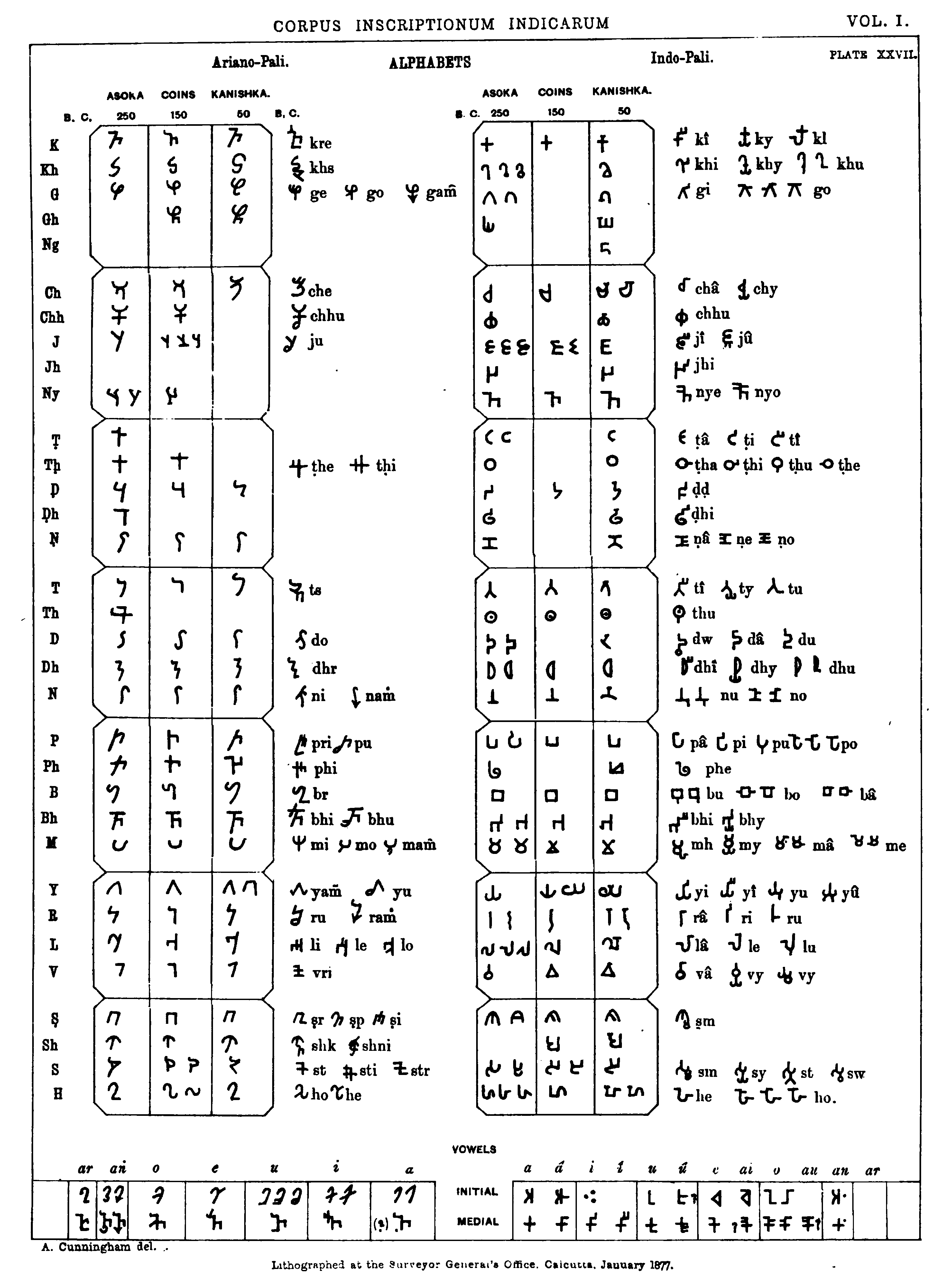
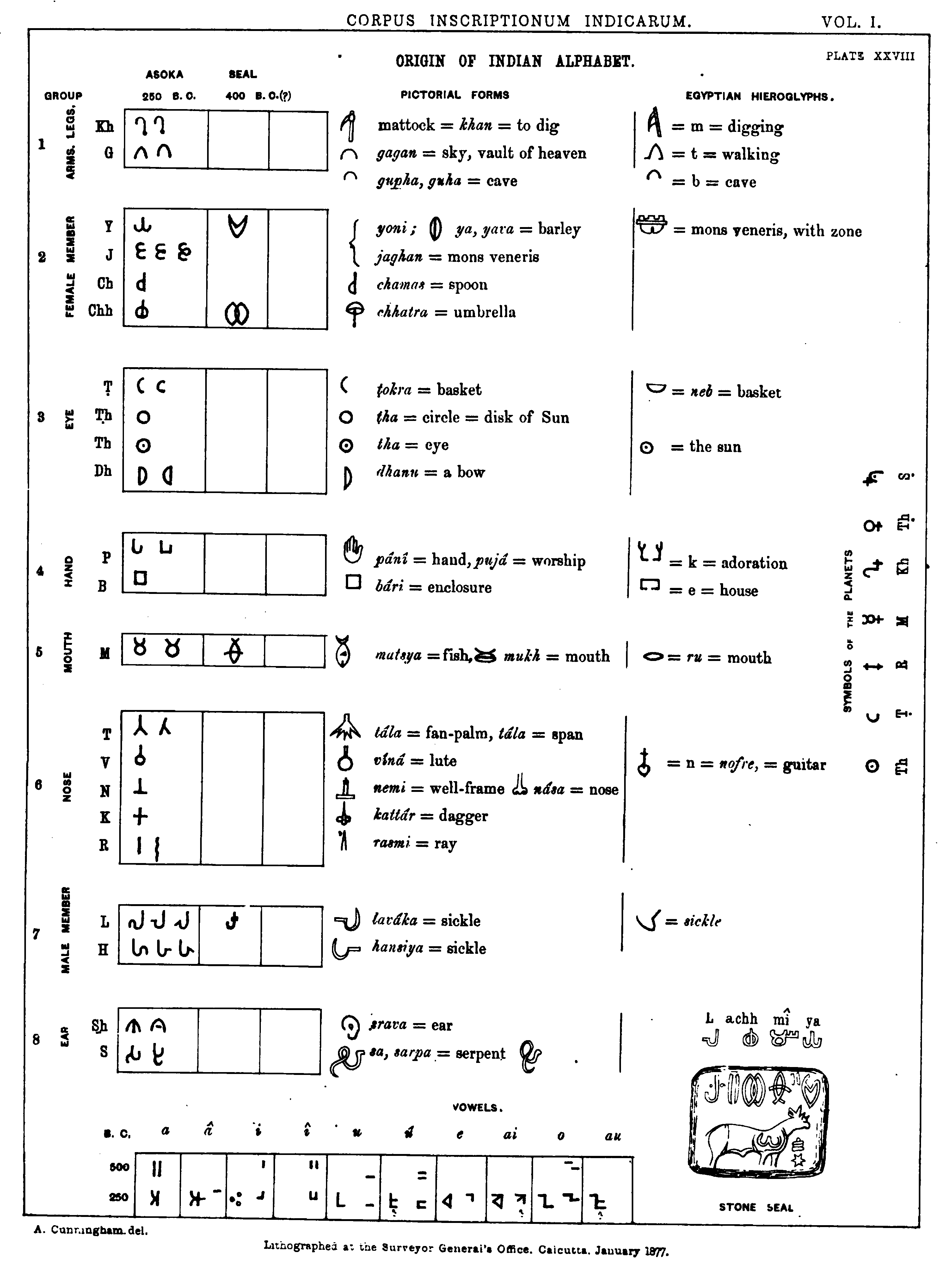
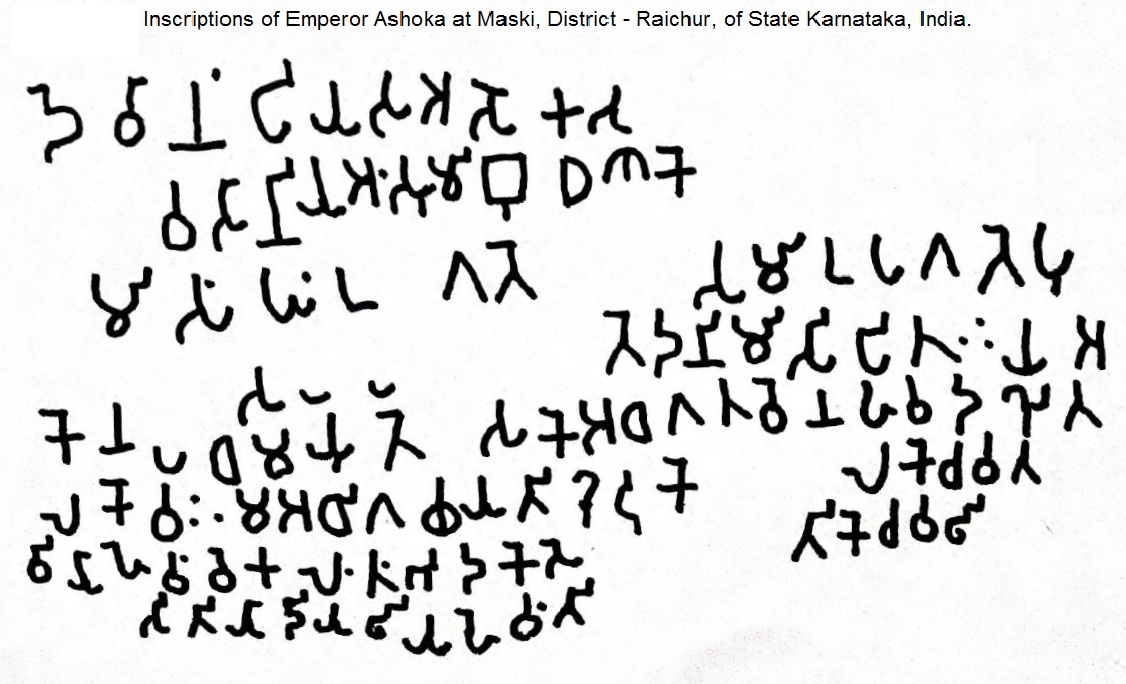
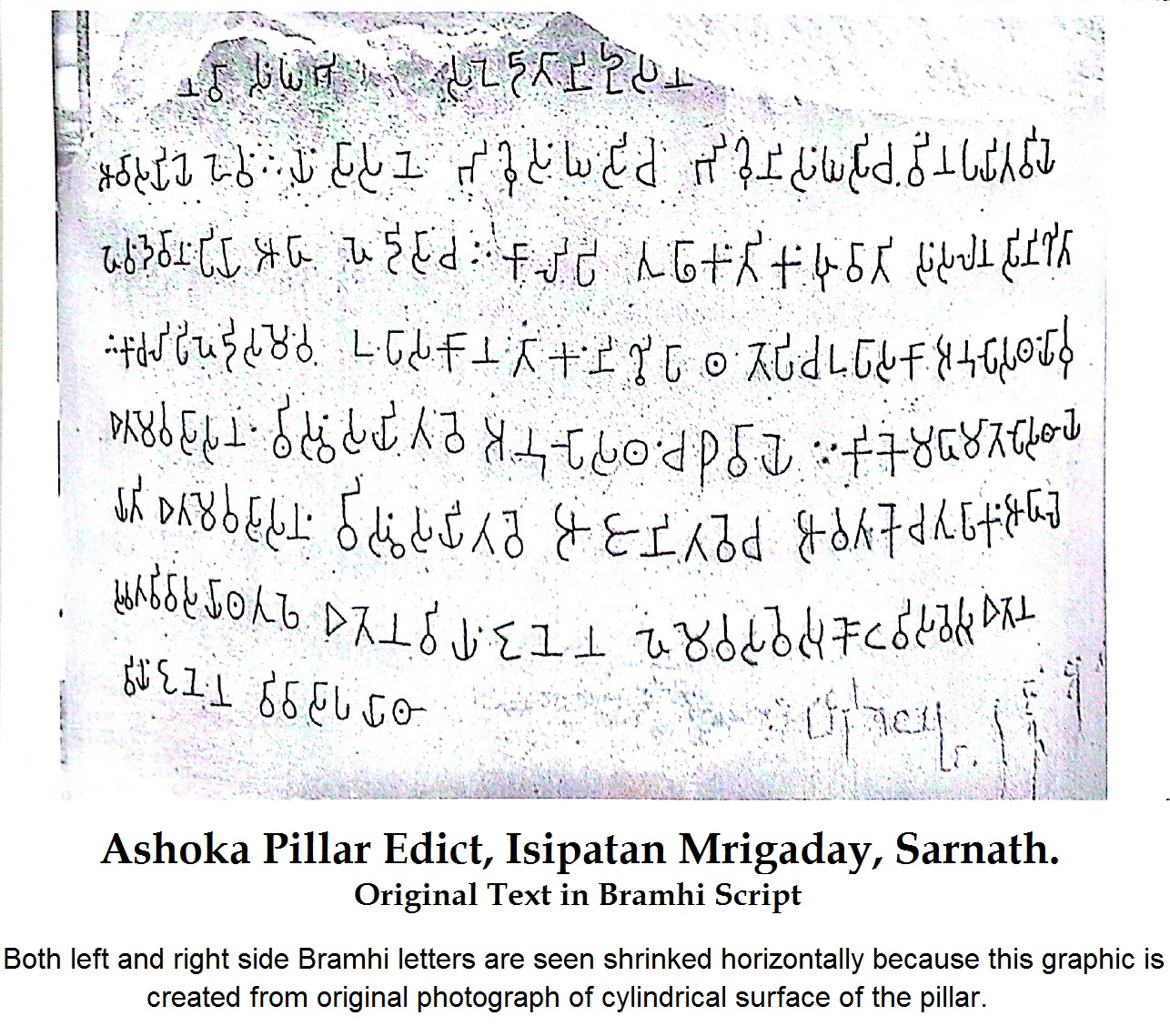

## 阿育王法勅經文
今朕思惟：「如此正法得久住而得指示〔如下〕：〔即〕，諸大德，此等之法門，於毘奈耶最勝〔法說〕（轉法輪經）、聖種〔經〕（AN 10.20聖居經）、當來怖長〔經〕（AN 5.77-79當來怖畏經）、牟尼偈（經集蛇品第12章牟尼經）、寂默行經（經集第三品第11章那羅迦經）、優婆帝沙問〔經〕（經集第四品義品第16章[舍利弗經]）及關於妄語而薄伽梵佛陀所說羅睺羅〔經〕（MN61教誡羅睺羅經）即是也。